# Casa de Wittelsbach
La Casa de Wittelsbach (en alemán: Das Haus Wittelsbach) es una casa real europea y una dinastía alemana originaria de Baviera. Es de las más antiguas familias de la alta nobleza alemana (Hochadelsgeschlechter).
Los miembros de la familia sirvieron como duques, electores y reyes de Baviera (1180-1918), condes palatinos del Rin (1214-1803 y 1816-1918), margraves de Brandeburgo (1323-1373), condes de Holanda, Henao y Zelanda (1345-1432), arzobispos-electores de Colonia  (1583-1761), duques de Jülich y Berg (1614-1794/1806), reyes de Suecia (1441-1448 y 1654-1720) y duques de Bremen-Verden (1654-1719).
La familia también proporcionó dos emperadores del Sacro Imperio Romano Germánico (1328/1742), un rey de Romanos (1400), dos antirreyes de Bohemia (1619/1742), un rey de Hungría (1305), un rey de Dinamarca y Noruega (1440) y un rey de Grecia (1832-1862).
La cabeza de la familia es, desde 1996, Francisco de Baviera.

## Orígenes
Etimología:

Escudo de armas del reino de Baviera (1835-1918)

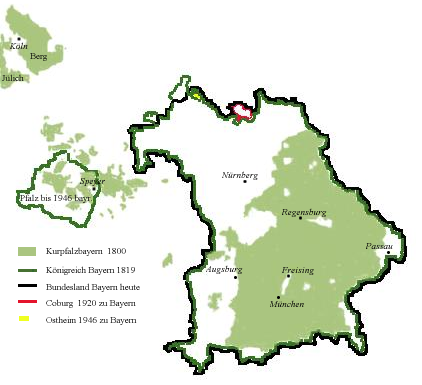
El Electorado en 1778 y el Reino de Baviera en 1816.

El nombre Wittelsbach deriva de la unión del antiguo término del alto alemán Witu, bosque o bosque, y Bach, arroyo, por lo que puede traducirse "Witu Bach" o "Vito Bac" el originario como "bosque cerca del arroyo". Una de las primeras menciones los orígenes del nombre se encuentra en un documento de 1150 del emperador Enrique V de Franconia en el que se menciona al conde "Otto von Witilinesbac" dei Wito Bac.
Bertoldo, margrave en Baviera (fallecido en 980), fue el antepasado de Otón I, conde de Scheyern (muerto en 1072), cuyo tercer hijo Otón II, conde de Dachau, adquirió el castillo de Wittelsbach (Burg Wittelsbach cerca de Aichach). En el año 1119, Otón III de Scheyern abandonó el castillo del mismo nombre construido alrededor de 940 y se trasladó al de Wittelsbach, del que luego adoptarían el nombre.
El conde Otón II fue el ancestro del conde palatino de Baviera, Otón IV (fallecido en 1156). Otón IV, hijo de Edgardo I de Scheyern, fue el primero en adoptar el nombre de Wittelsbach. Sirvió al emperador Enrique V como conde palatino de Baviera desde 1120 y falleció en 1156. Su hijo Otón, tras la caída en desgracia del anterior duque de la casa güelfa, Enrique el León, fue investido con el ducado de Baviera en 1180. El hijo del primer duque de la casa Wittelsbach (de ahí el ordinal, Otón I), Luis, adquirió el Palatinado en 1214.
El castillo de Wittelsbach fue destruido en 1209 bajo el conde Otón de Wittelsbach, sobrino del duque Otón, habiendo asesinado al rey Felipe de Suabia. El castillo nunca fue reconstruido.

## Reinado en Alemania
La familia Wittelsbach fue una dinastía gobernante alemana de los territorios de Baviera desde 1180 hasta 1918 y del Palatinado Renano desde 1214 hasta 1805; en 1815 este territorio fue parcialmente incorporado a Baviera, que fue elevada a la categoría de reino por Napoleón en 1806.
La familia dio dos emperadores del Sacro Imperio Romano Germánico: Luis IV (1314-1347) y Carlos VII (1742-1745), ambos miembros de la rama menor (bávara) de la familia, y un rey alemán con Roberto del Palatinado (1400-1410), un miembro de la rama principal más antigua (palatina).
La Casa de Wittelsbach se dividió en dos ramas en 1329: por el Tratado de Pavía (1329), el emperador Luis IV cedió el Palatinado a los descendientes de su hermano, el duque Rodolfo I de Baviera, Rodolfo II, Ruperto I y Ruperto II. Rodolfo I se convierte de esta manera en el ancestro de la línea (palatina) más antigua de la dinastía Wittelsbach, que recuperó el poder en Baviera en 1777 después de la extinción de la línea (bávara) más joven, los descendientes de Luis IV.

### Rama bávara
La rama bávara mantuvo el ducado de Baviera desde 1317 hasta su extinción en 1777. En 1623 los duques fueron investidos con la dignidad electoral en el Sacro Imperio, en detrimento de la rama palatina que fue sometida a la prohibición imperial por su intervención en el origen de la Guerra de los Treinta Años.
Durante medio siglo, desde 1323 hasta 1373, la línea más joven de la dinastía también gobernó Brandeburgo, en el noreste de Alemania, cuando fue adquirida por el emperador Luis IV. Y en el sur, mantuvo el Tirol entre 1342 y 1363. De 1345 a 1432 gobernaron en Holanda, Zelanda y Henao en el noroeste del Sacro Imperio, pero también en el Alto Palatinado para la rama palatina de los Wittelsbach en 1329. Sus seis hijos le sucedieron como Duques de Baviera y condes de Holanda y Henao en 1347. Tirol se perdió para los Wittelsbach al morir el duque Meinhard y después con la Paz de Schärding, cuando Tirol lo cedieron finalmente a los Habsburgo en 1369. En 1373, Otón, el último regente de Wittelsbach en Brandeburgo, pasó el país a la Casa de Luxemburgo. A la muerte del duque Alberto en 1404, fue sucedido en los Países Bajos por su hijo mayor, Guillermo. El hijo más joven, Juan III, llegó a ser Obispo de Lieja. Sin embargo, al fallecer Guillermo en 1417, estalló una guerra de sucesión entre Juan y la hija de Guillermo, Jacqueline de Henao. Este sería el último episodio de las Guerras de Hook and Cod, después del cual los condados quedaron en manos de Borgoña en 1432.
Desde 1583 hasta 1761, la rama bávara de la dinastía dio príncipes electores y Arzobispos de Colonia y muchos otros obispos católicos del Sacro Imperio Romano Germánico.
En 1623, bajo Maximiliano I, los duques de Baviera fueron investidos con la dignidad electoral. Su nieto Maximiliano II Manuel, Elector de Baviera sirvió también como Gobernador de los Países Bajos Españoles (1692-1706) y como duque de Luxemburgo (1712-1714). Su hijo, el Emperador Carlos VII fue asimismo rey de Bohemia (1741-1743).
El elector Maximiliano II Manuel de Baviera sirvió igualmente como Gobernador de los Países Bajos Españoles (1692-1706) y como Duque de Luxemburgo (1712-1714).
Con la muerte del hijo Carlos VII, Maximiliano III José, Elector de Baviera la rama bávara llegó a su fin en 1777.

#### Principales residencias de la rama bávara
Los principales castillos y residencias bávaras construidos por los gobernantes Wittelsbach, o que fueron sede de las distintas líneas gobernantes, fueron:

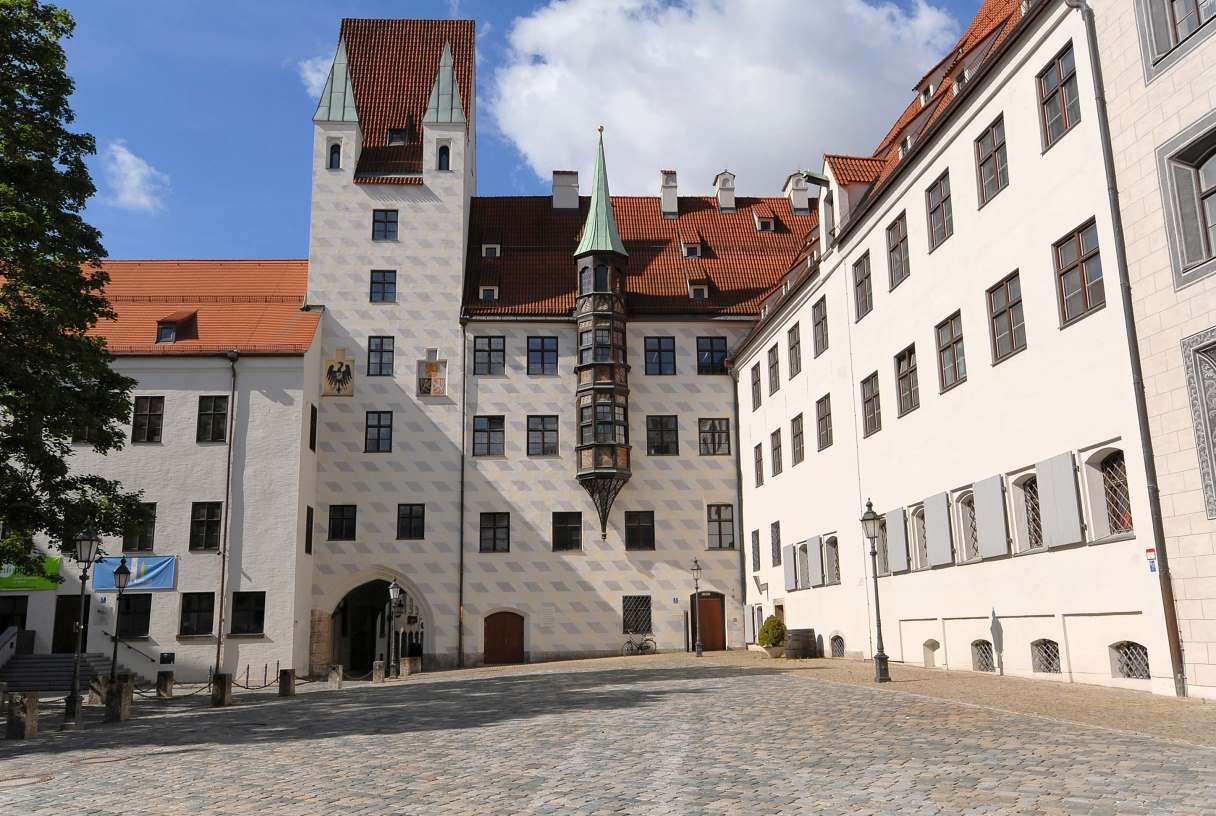
Alter Hof (Antigua Corte) en Munich, que tras la primera partición de Baviera en 1255, se convirtió en la residencia del duque Luis II de Baviera. El castillo fue la primera residencia imperial permanente durante el reinado de su hijo Luis IV, emperador del Sacro Imperio Romano Germánico.
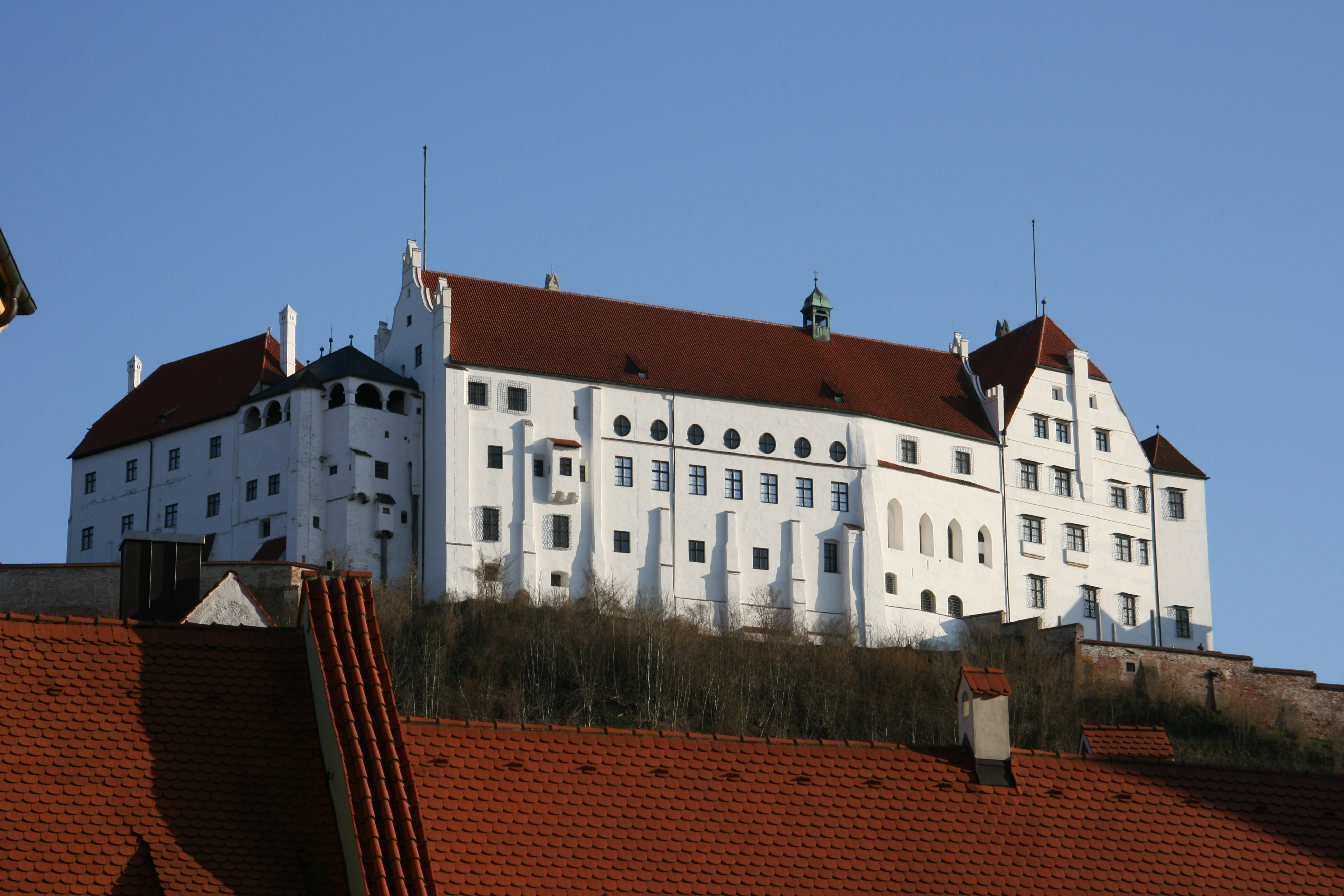
Castillo de Trausnitz en Landshut, fundado por el duque Luis I en 1204, fue sede de los Wittelsbach y residencia ducal para la Baja Baviera entre 1255 y 1503, y más tarde para los gobernantes hereditarios de toda Baviera.
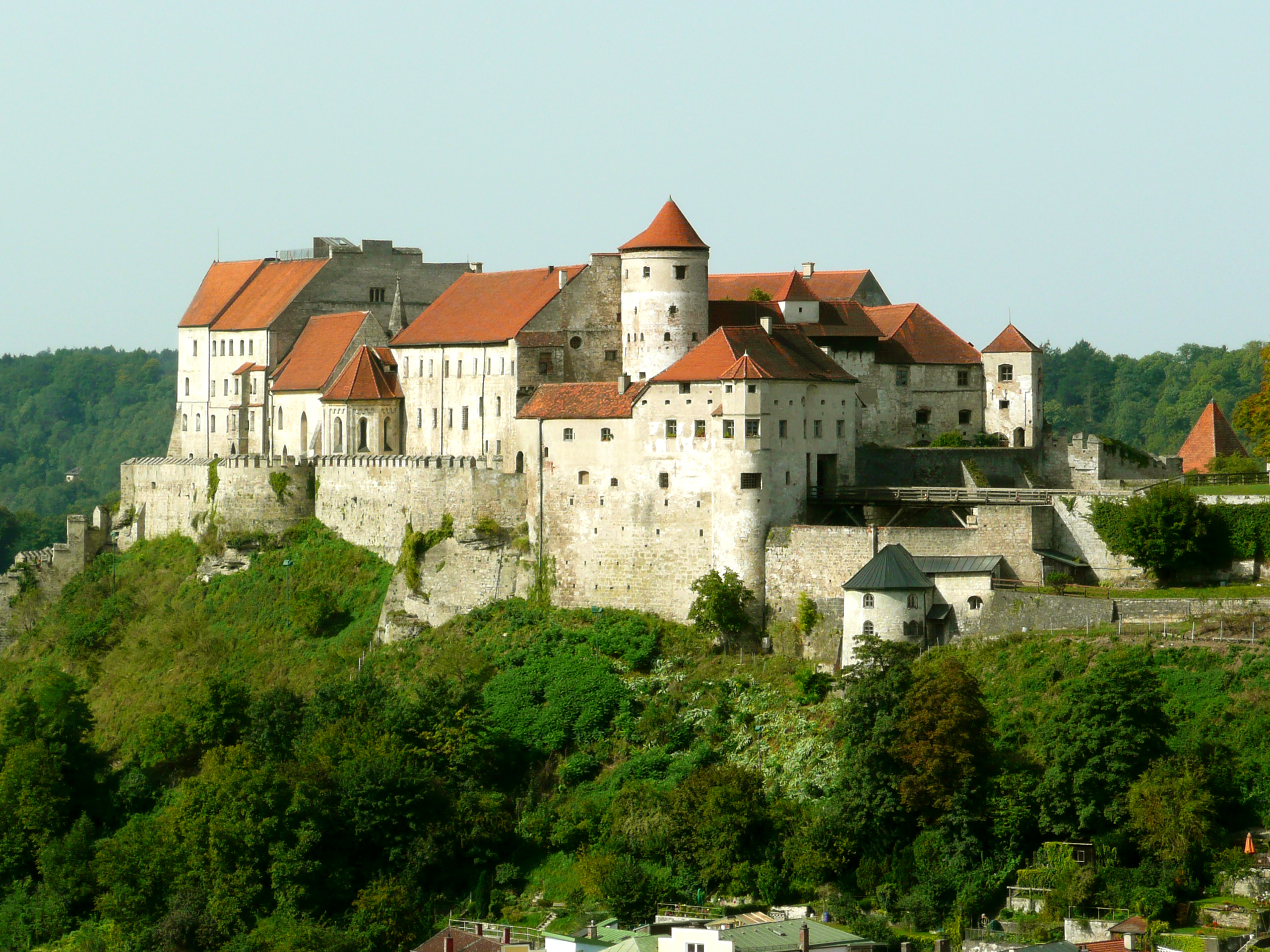
Castillo de Burghausen, desde 1255, ha sido la segunda residencia de los duques de la Baja Baviera.
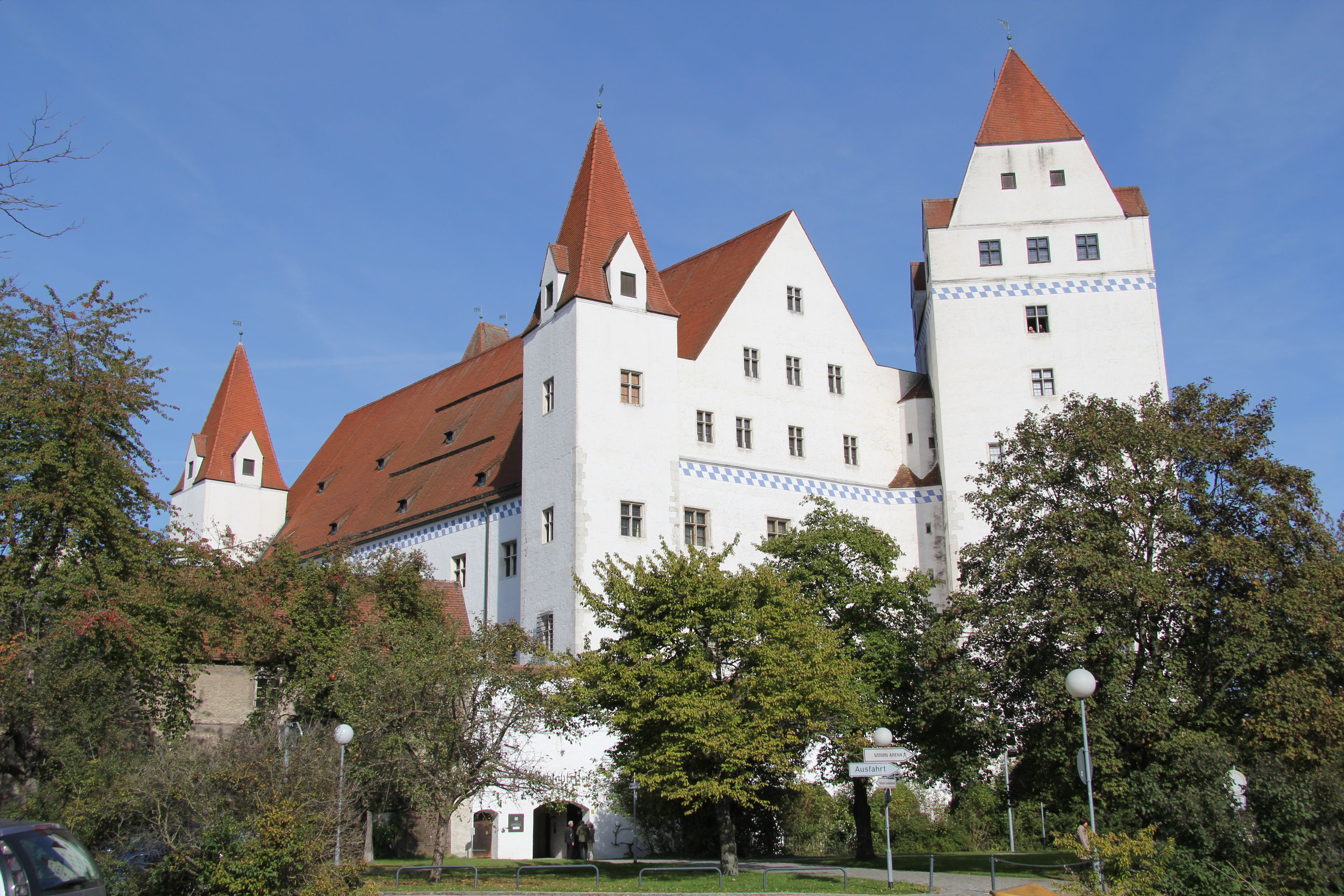
Castillo de Ingolstadt
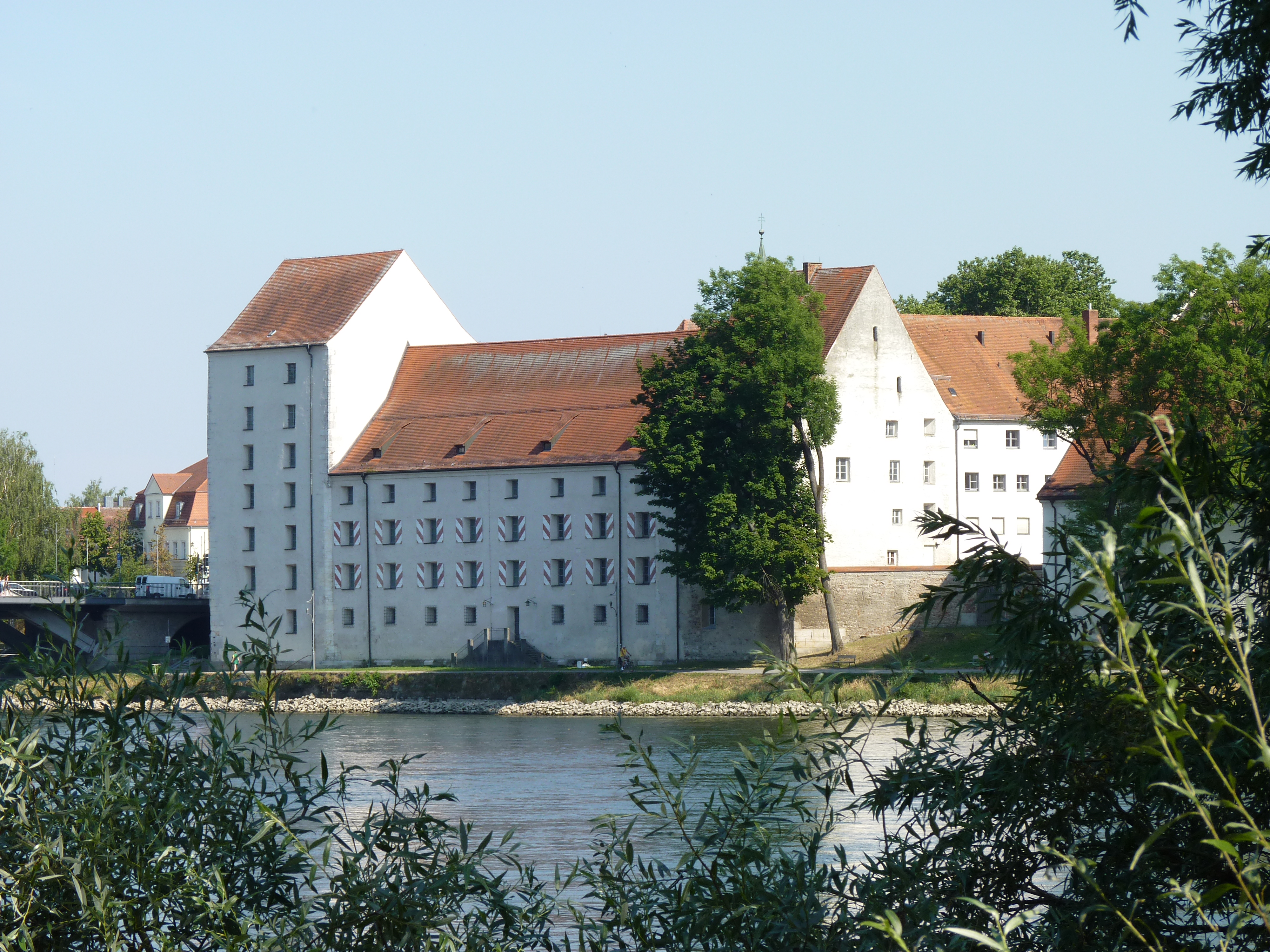
Castillo de Straubing, iniciado en 1356 por el duque Alberto I, fue la residencia bávara de los duques de Baviera-Straubing.
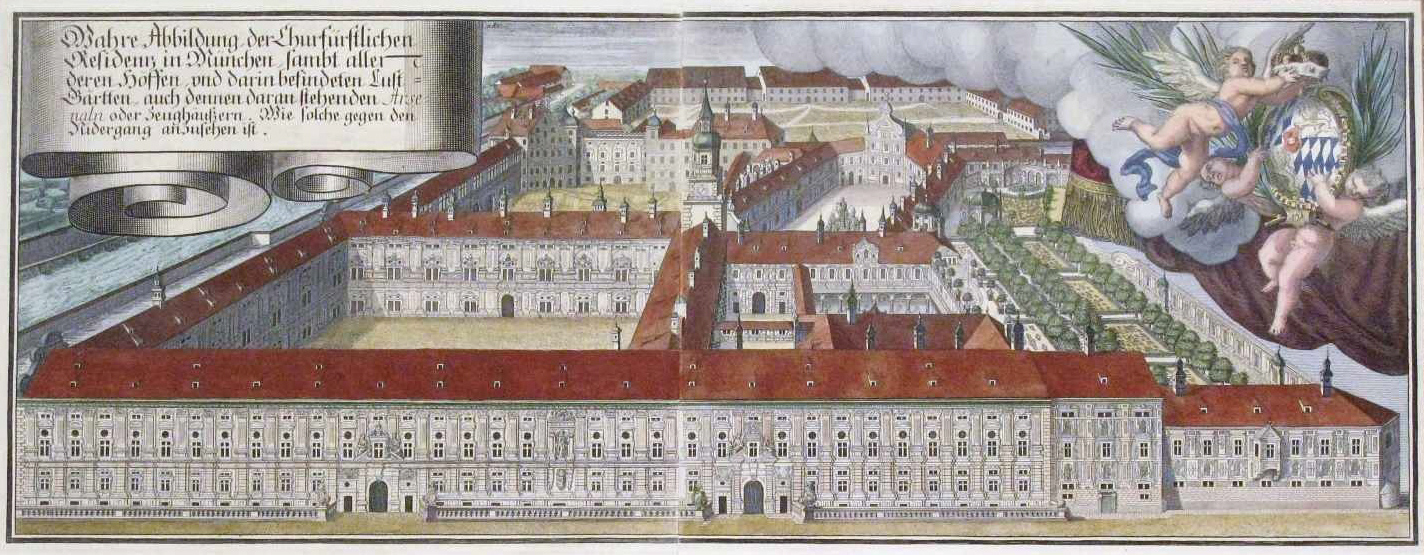
Residencia de Munich (grabado de Michael Wening), adonde  Guillermo IV (r. 1508-1550) trasladó la residencia de la familia Wittelsbach desde la Antigua Corte. De 1508 a 1918 fue la sede de los duques, electores y reyes de Baviera de la casa de Wittelsbach.
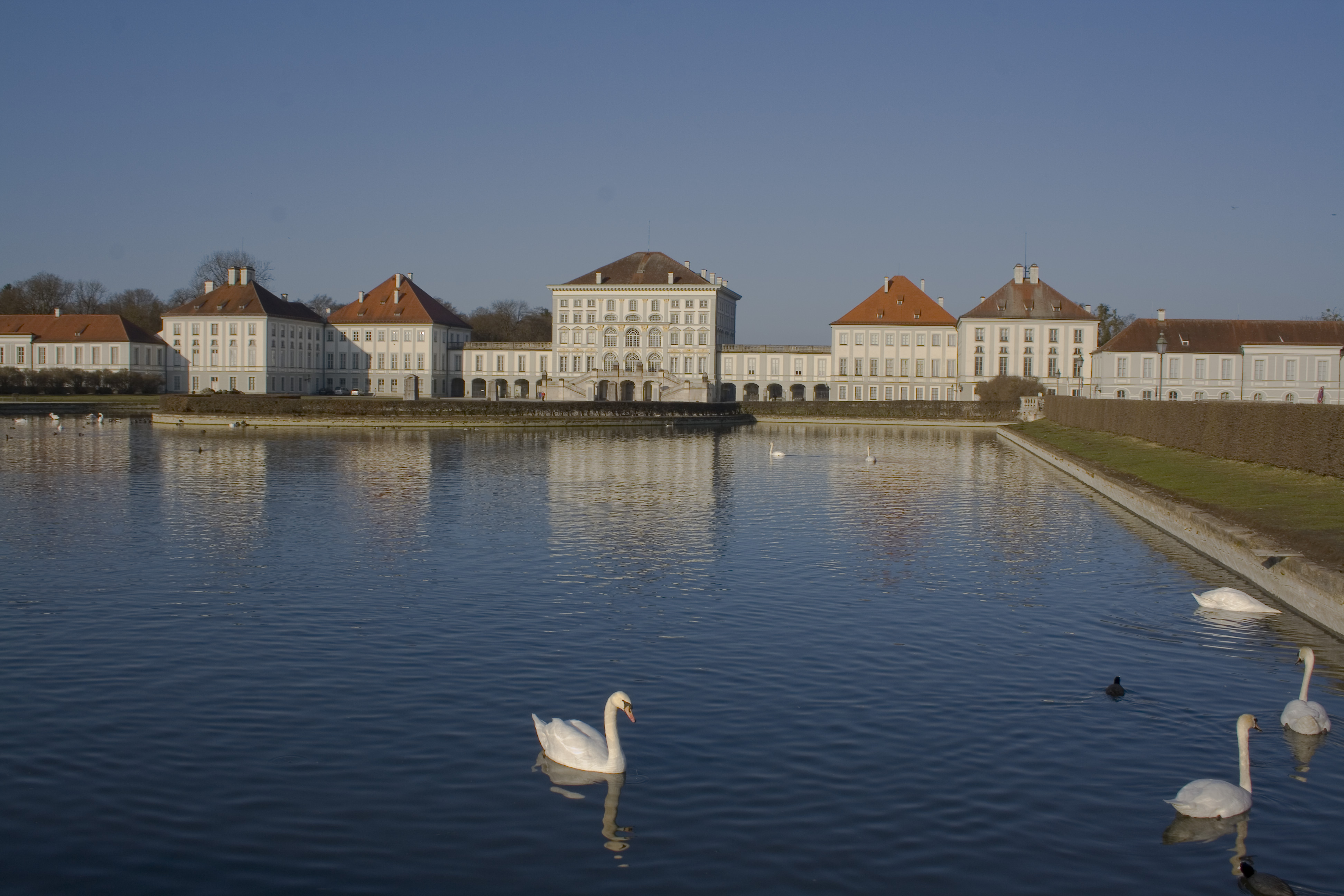
Palacio de Nymphenburg (1664-1675) en Munich,  encargado por la pareja Fernando María y Enriqueta Adelaida de Saboya a Agostino Barelli, y residencia de verano de los gobernantes del Reino de Baviera.
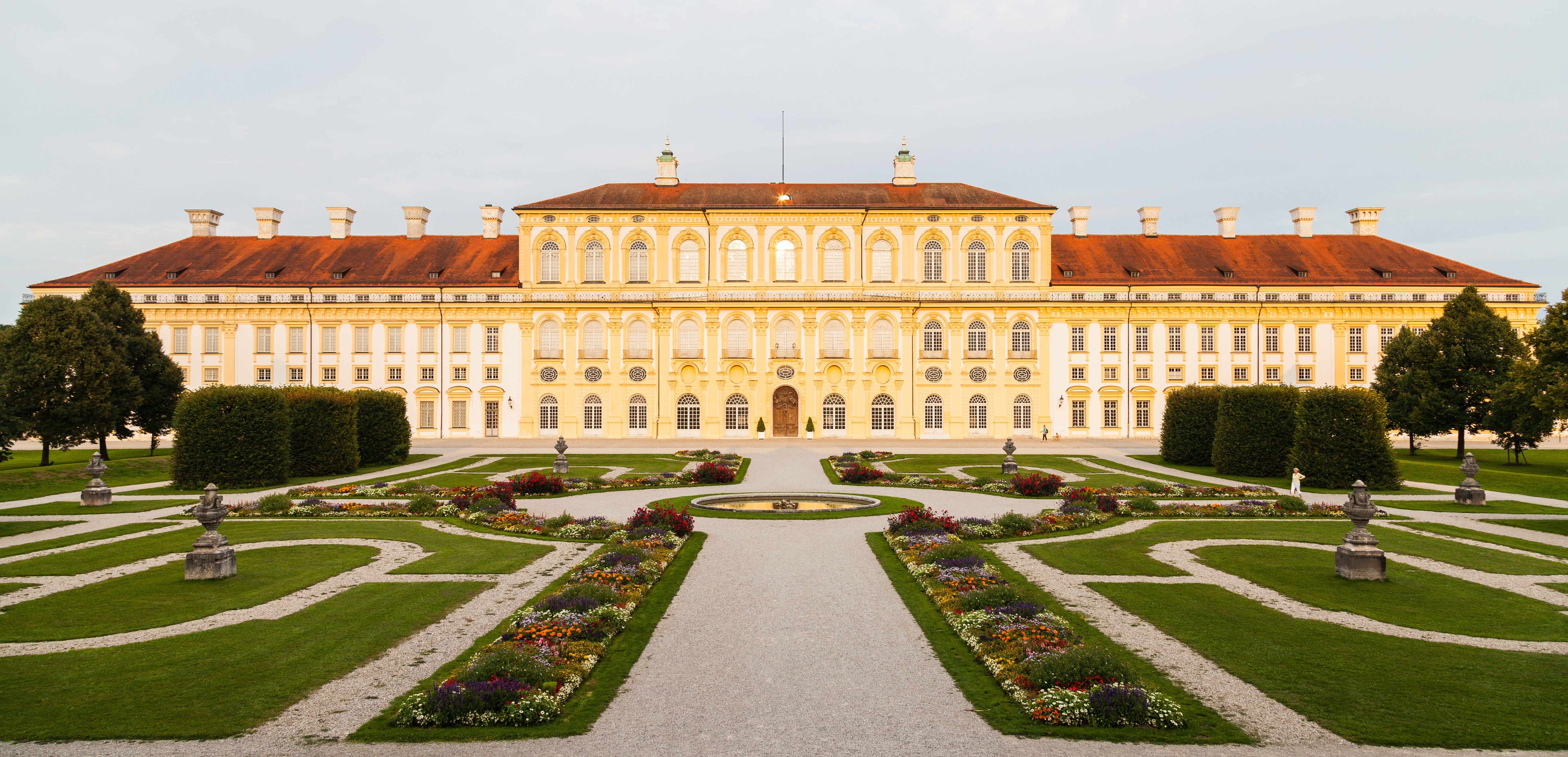
Palacio Nuevo de Schleissheim en Munich construido (1701-1726) por orden del príncipe elector Maximiliano II Manuel de Baviera por el arquitecto Enrico Zuccalli
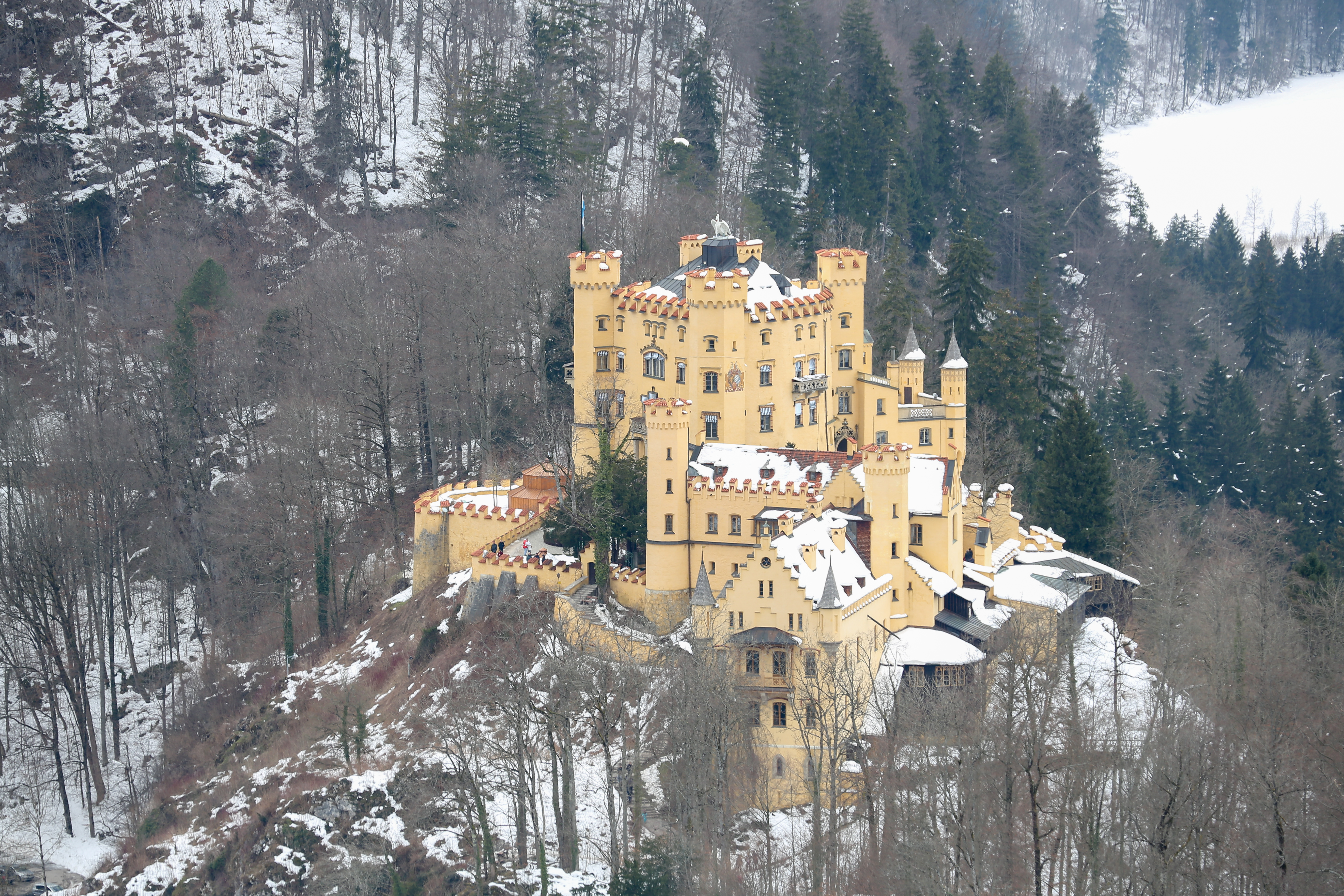
Castillo de Hohenschwangau  (1833-1837), lugar oficial de veraneo y de práctica de caza de Maximiliano II, su esposa María de Prusia y sus dos hijos Luis (futuro rey Luis II de Baviera) y Otón (rey Otón I de Baviera).
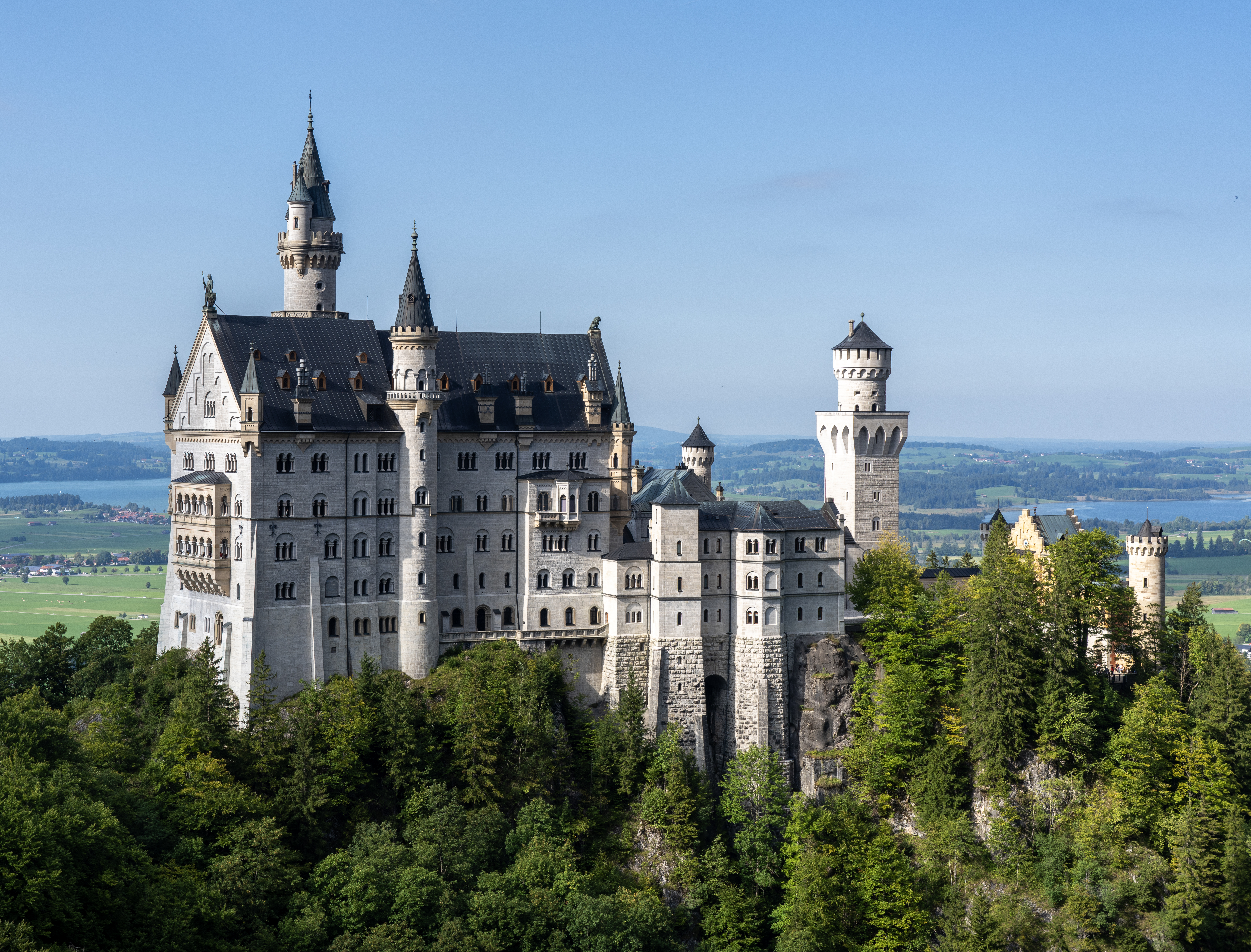
Castillo de Neuschwanstein, mandado construir por el rey Luis II de Baviera en 1869.
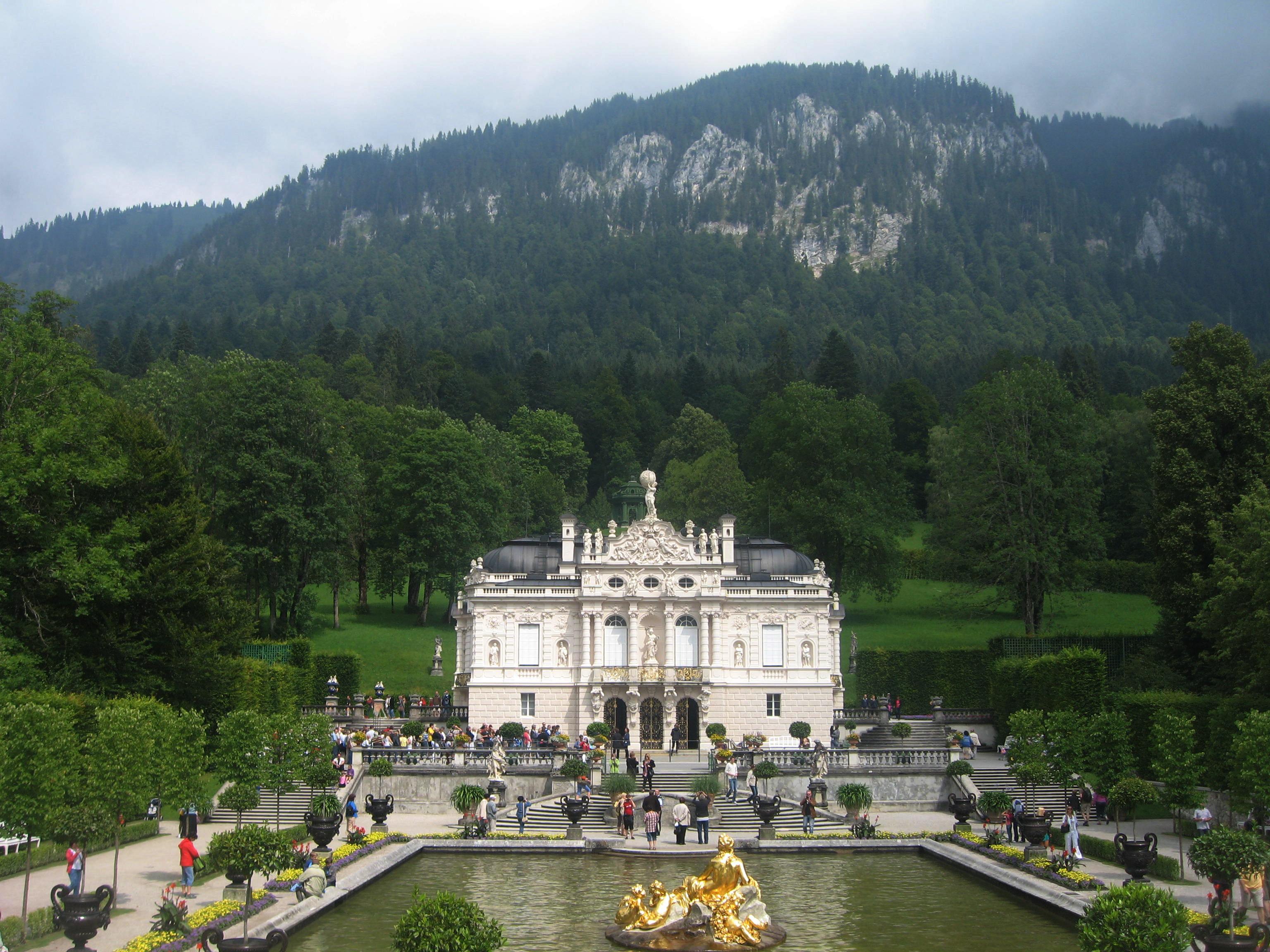
Palacio de Linderhof, construido entre 1870-1886 por Luis II de Baviera, el menor de sus palacios y el único qiue vio acabado
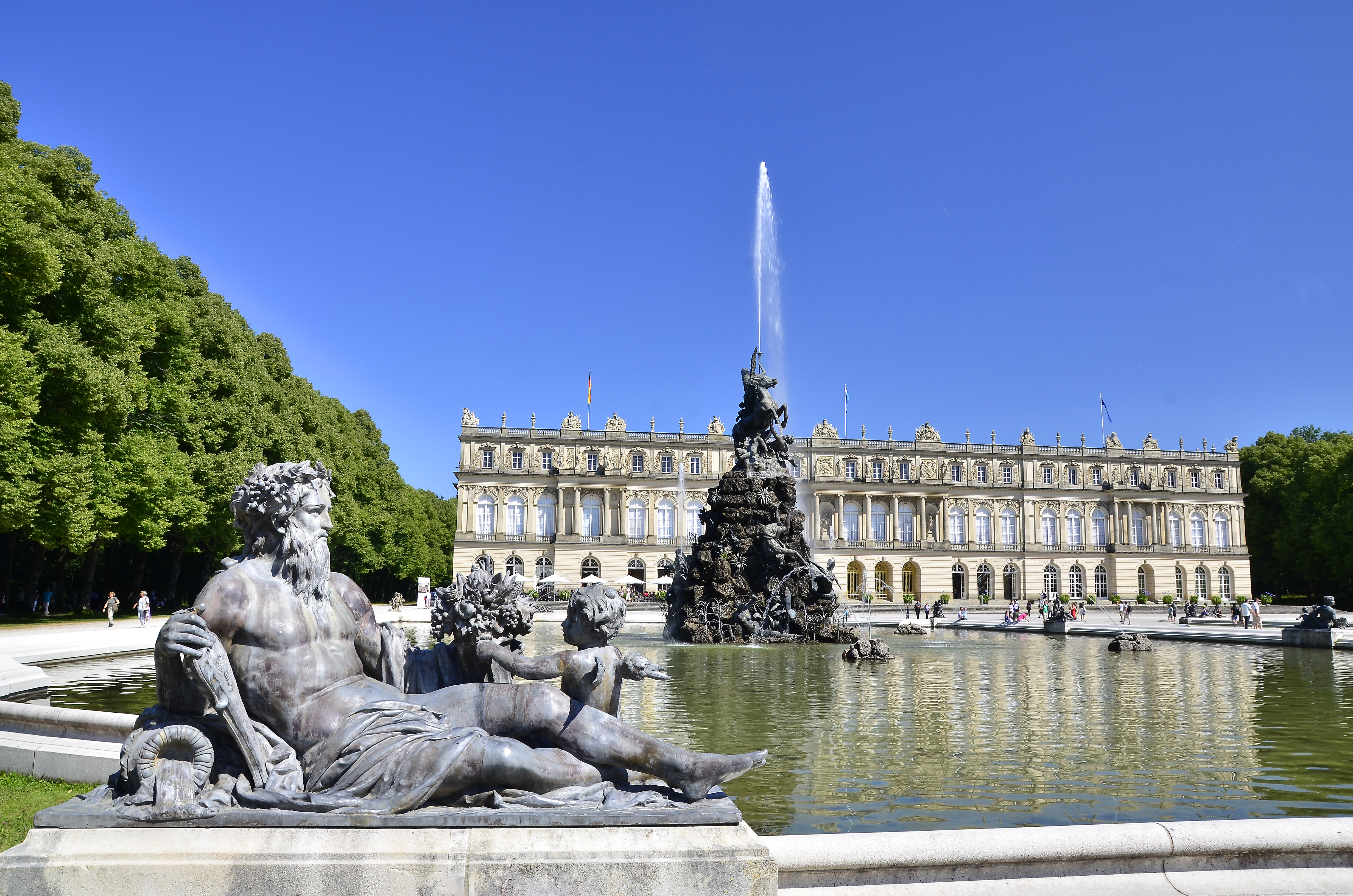
Palacio de Herrenchiemsee (1878-1886),  palacio real inacabado erigido por Luis II de Baviera

### Rama palatina

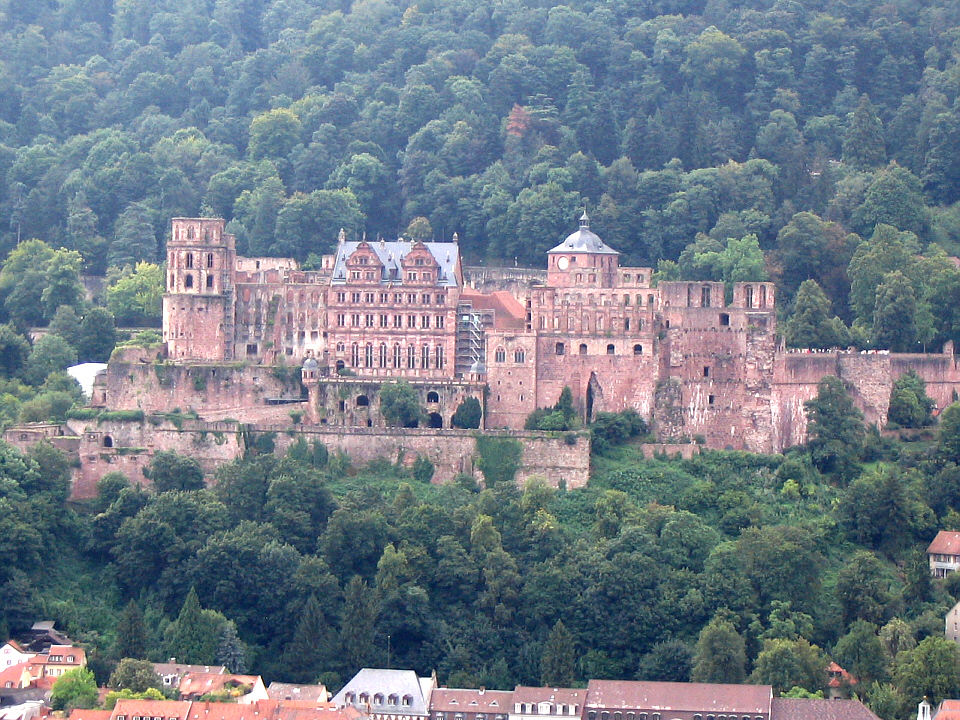
Palacio de Heidelberg, la sede de los Electores del Palatinado hasta que fue destruido por los franceses en marzo de 1689.

La rama palatina conservó el Palatinado desde 1317/1329 hasta 1918 y gobernó también Baviera en 1777. Con la Bula de Oro de 1356, los Condes Palatinos fueron investidos con la dignidad electoral.
En 1619, el protestante Federico V de la rama principal de los Wittelsbach fue elegido rey de Bohemia por la nobleza bohemia alzada contra el emperador Fernando II de Habsburgo, pero fue derrotado por el católico Elector Maximiliano I de Baviera, el jefe de la rama menor bávara. A resultas de ello, además de perder momentáneamente la dignidad electoral (fue recuperada en 1648 con la derrota de la Casa de Habsburgo por la Paz de Westfalia), la rama palatina de los Wittelsbach perdió el Alto Palatinado a favor de la rama bávara. La línea palatina obtuvo asimismo el Ducado de Jülich y el Ducado de Berg. Los Príncipes de la rama palatina sirvieron como Obispos del Imperio, así como Arzobispo Elector de Maguncia y el Arzobispo Elector de Tréveris.
Al extinguirse la rama bávara, hubo una disputa por la sucesión y con la breve Guerra de Sucesión bávara, la rama palatina accedió a Baviera en 1777. Al morir el Elector Carlos Teodoro del Palatinado y Baviera en 1799, todos los territorios de los Wittelsbach en Baviera y el Palatinado fueron reunidos bajo Maximiliano I José de Baviera, un miembro de la rama del Palatinado-Zweibrücken-Birkenfeld. En ese tiempo hubo dos ramas supervivientes de la familia Wittelsbach: la Zweibrücken (encabezada por Maximiliano I José) y la Birkenfeld (encabezada por el conde Palatino Guillermo). Maximiliano José heredó de Carlos Teodoro el título de Elector de Baviera, al mismo tiempo que Guillermo fue compensado con el título de Duque en Baviera. Se escogió la figura de Duque en Baviera porque en 1506 la primogenitura había sido establecida en la Casa de Wittelsbach y hubiese solamente un Duque Reinante de Baviera en algún momento. El título de rey lo asumió Maximiliano José el 1 de enero de 1806.
Con la Declaración de Anif (en alemán: Anifer Erklärung), emitida por el Rey de Baviera Luis III el 12 de noviembre de 1918 en el Palacio de Anif, Austria, finalizaron los 738 años de gobierno de la Casa de Wittelsbach en Baviera.

#### Principales residencias de la rama palatina
Los principales castillos y residencias del Palatinado de los Wittelsbach fueron:

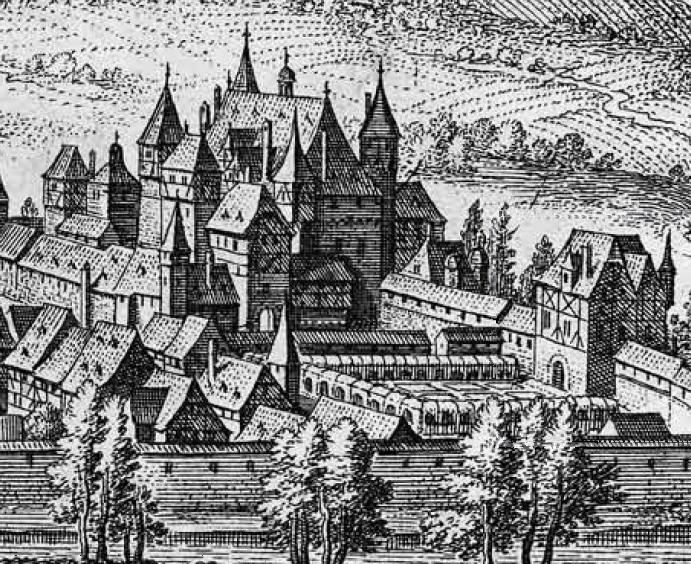
El antiguo Castillo de Simmern, en una representación de Matthäus Merian de 1648. Desde 1410, con Esteban del Palatinado-Simmern-Zweibrücken, fue sede del recién fundado Ducado del Palatinado-Simmern .
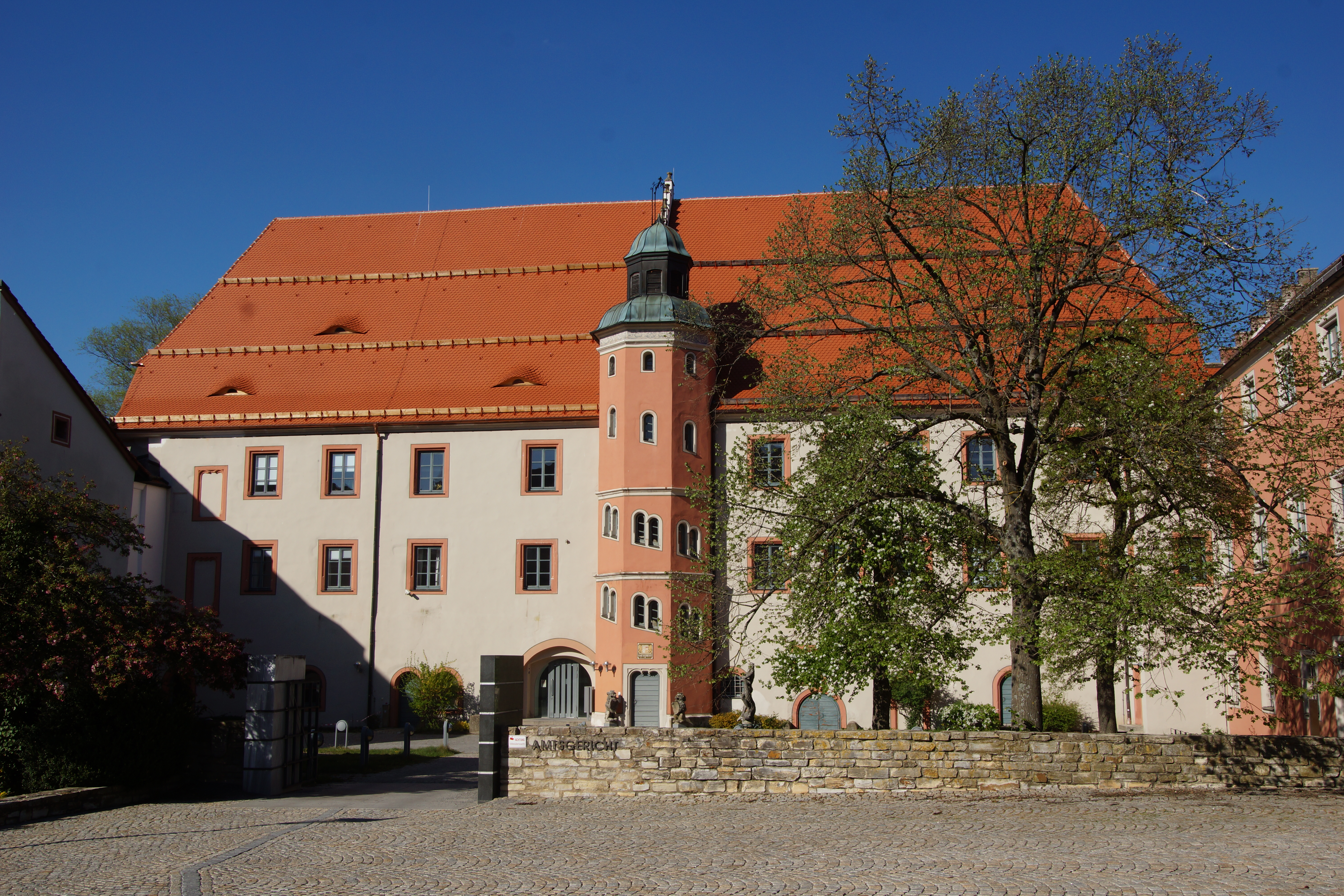
Castillo de Neumarkt, sede del Palatinado-Mosbach-Neumarkt, reconstruido (1520-1539) por Federico II, que en 1544 se convirtió en elector palatino y se trasladó a Heideberg
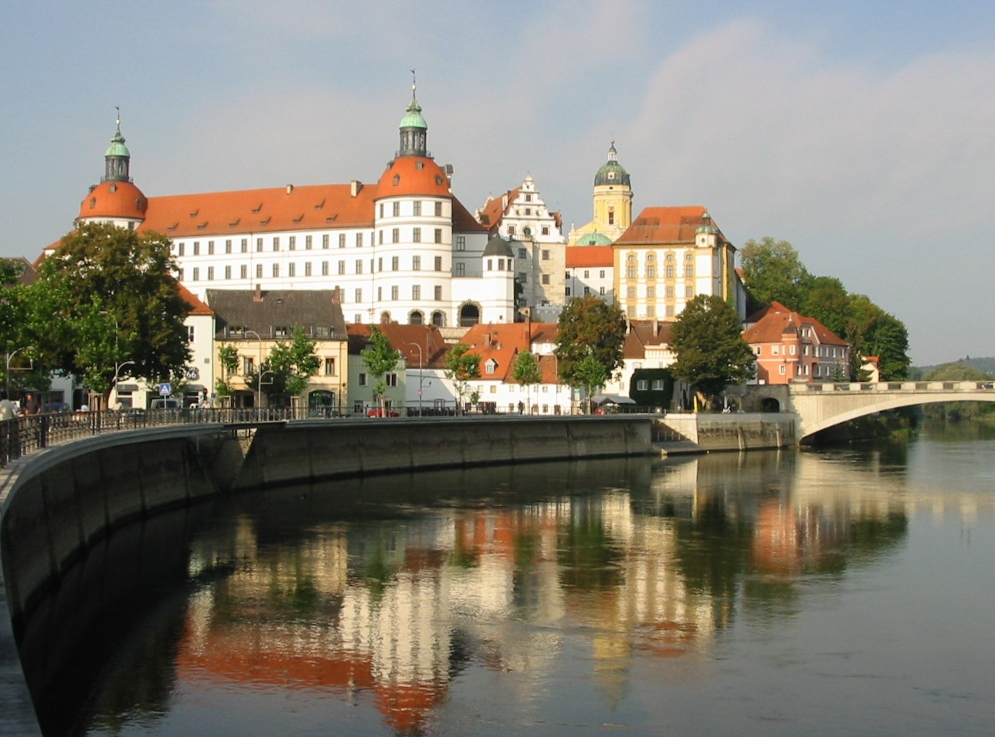
Palacio de Neoburgo, rediseñado por el conde palatino Otón Enrique desde 1527 para ser un palacio renacentista y sede del Ducado del Palatinado-Neoburgo
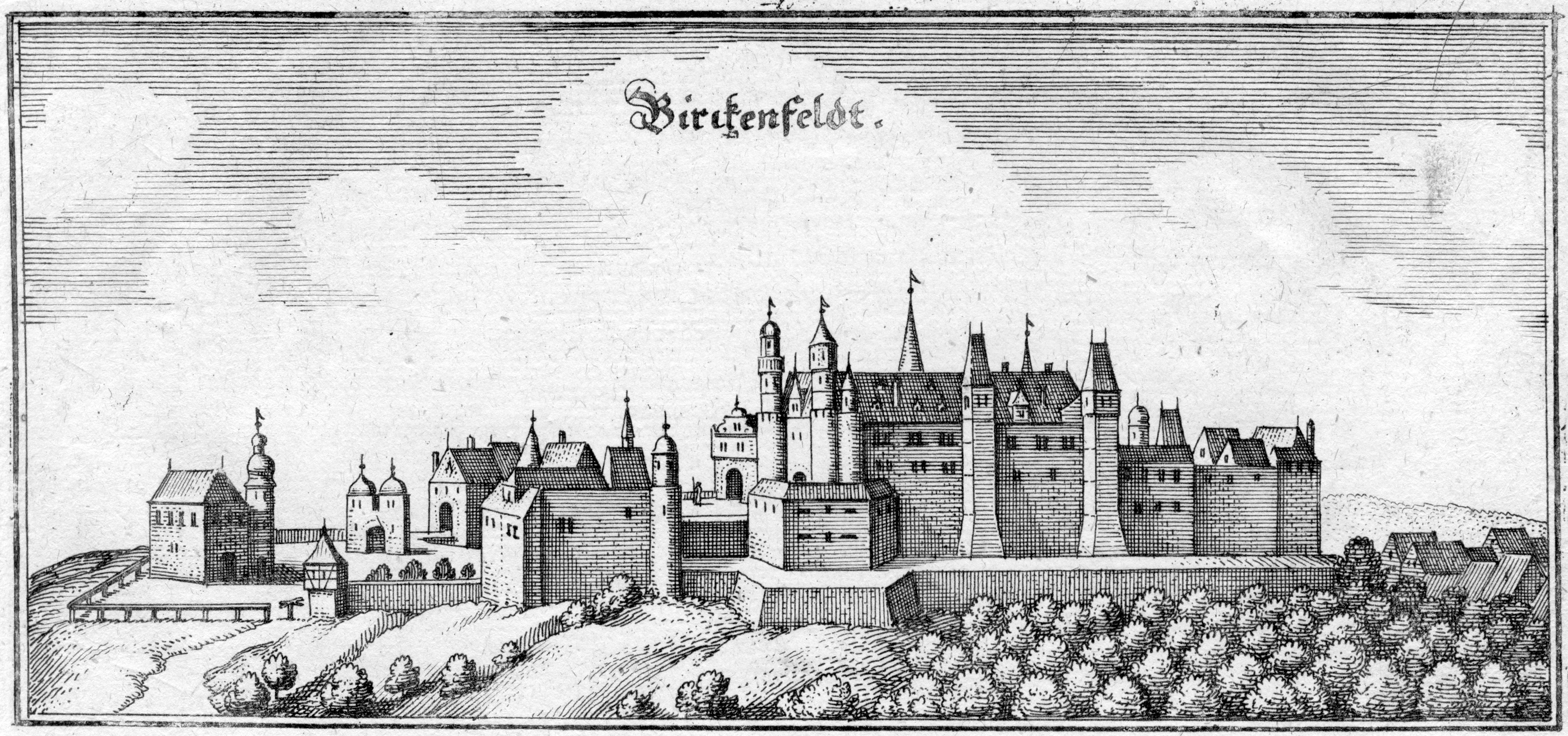
Castillo de Birkenfeld en 1645, desde  1584, sede de la rama Palatinado-Birkenfeld-Zweibrücken fundada por Carlos II, hijo menor del duque Wolfgang del Palatinado-Zweibrücken
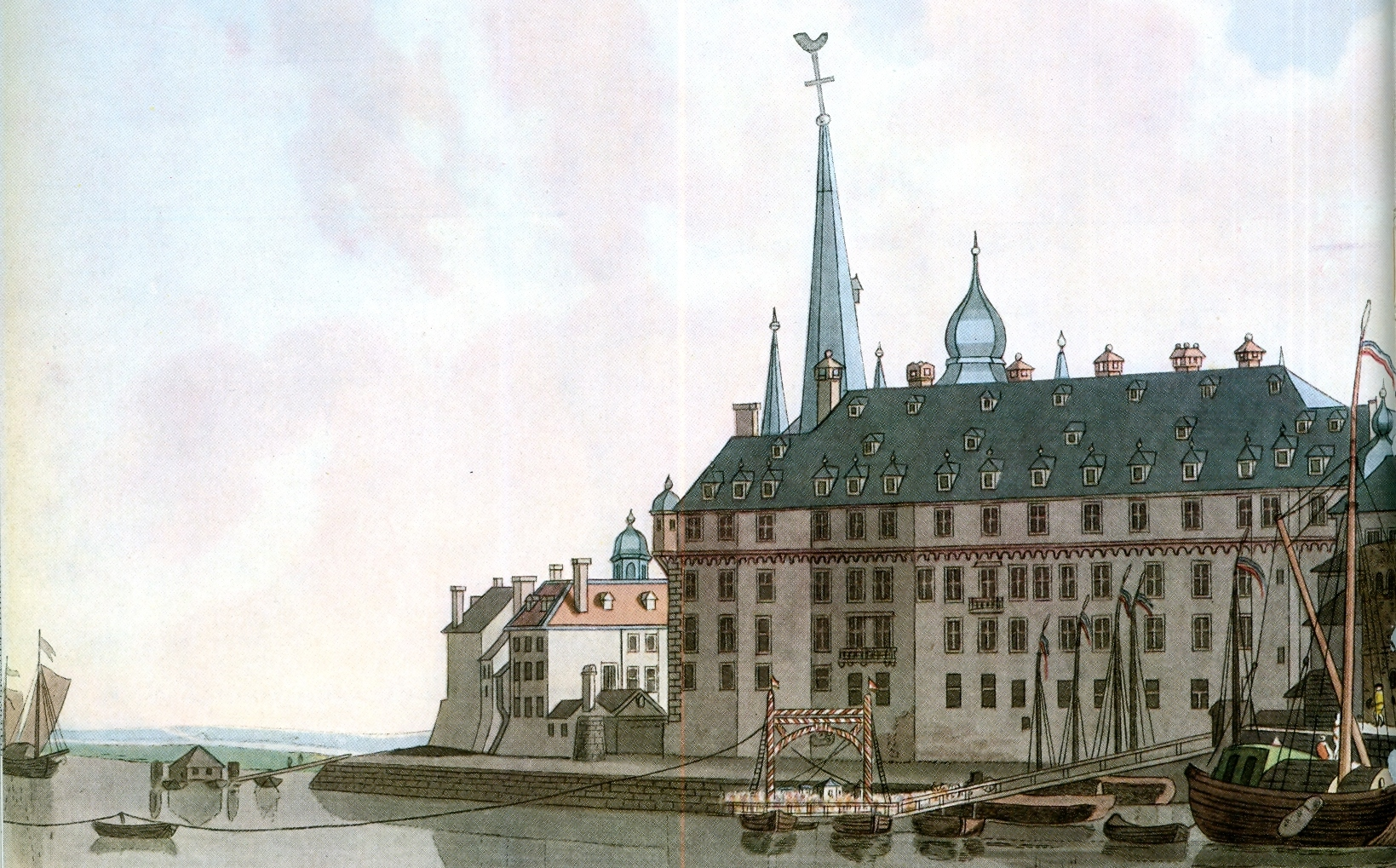
Castillo de Düsseldorf en 1798, antigua sede del ducado de Berg, pasó en 1614 a manos del conde del Palatinado-Neoburgo, Wolfgang Guillermo
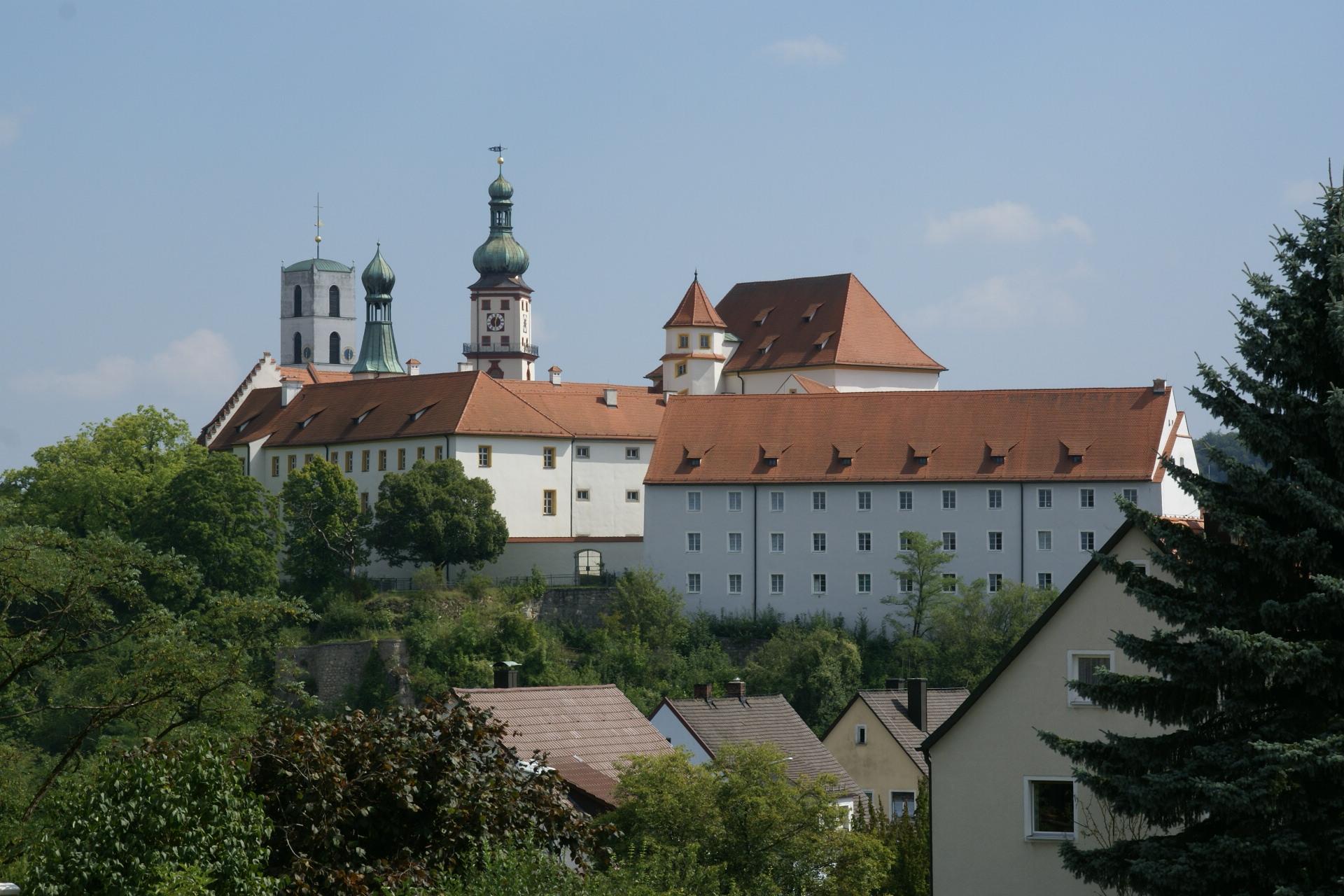
Castillo de Sulzbach

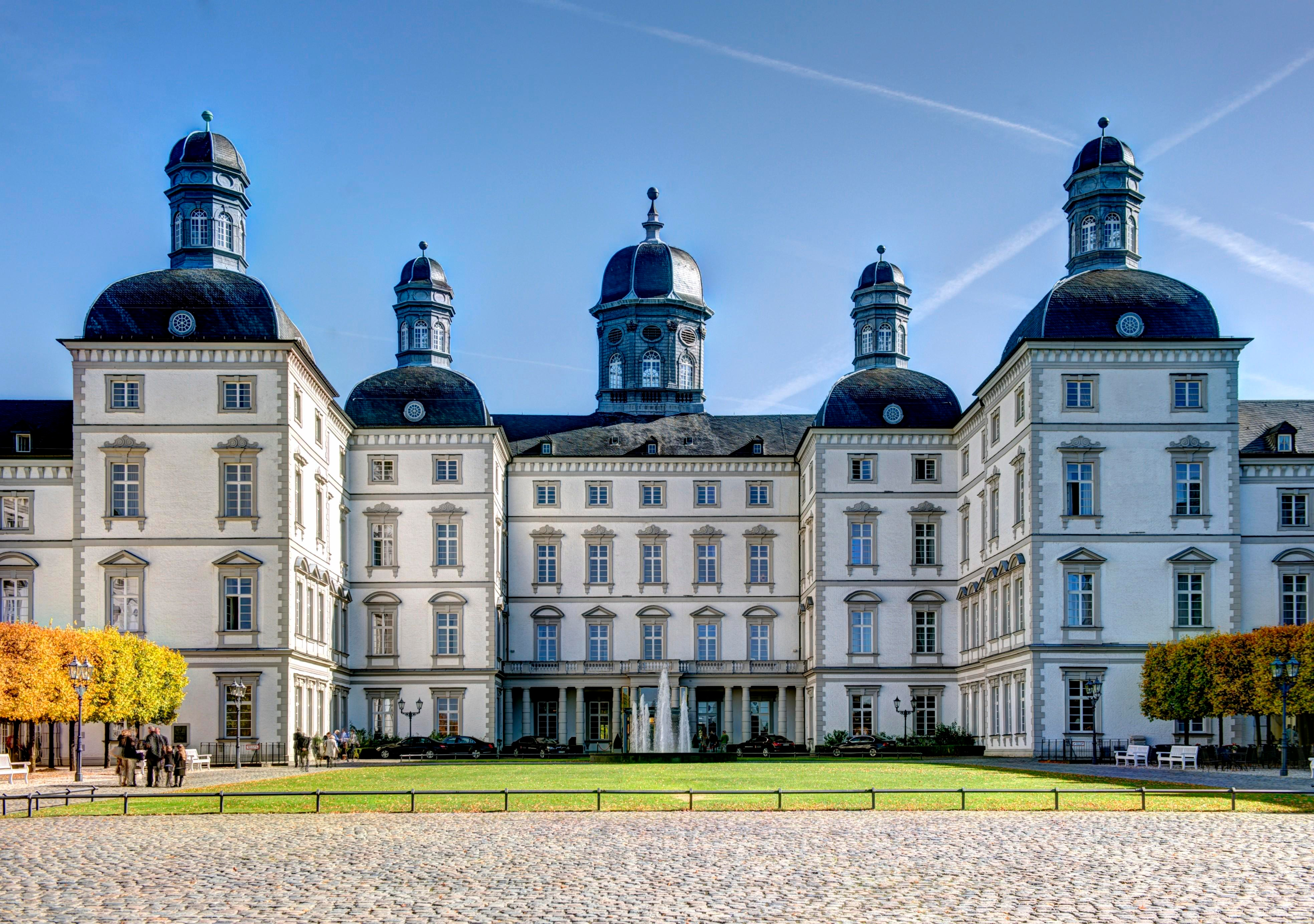
Castillo de Bensberg, construido desde 1703 por Jean-Guillaume II como nuevo pabellón de caza en estilo barroco. A su muerte en 1716, los soberano siguientes residieron más en el Palatinado que en el antiguo ducado de Berg y visitaron raramente el palacio.
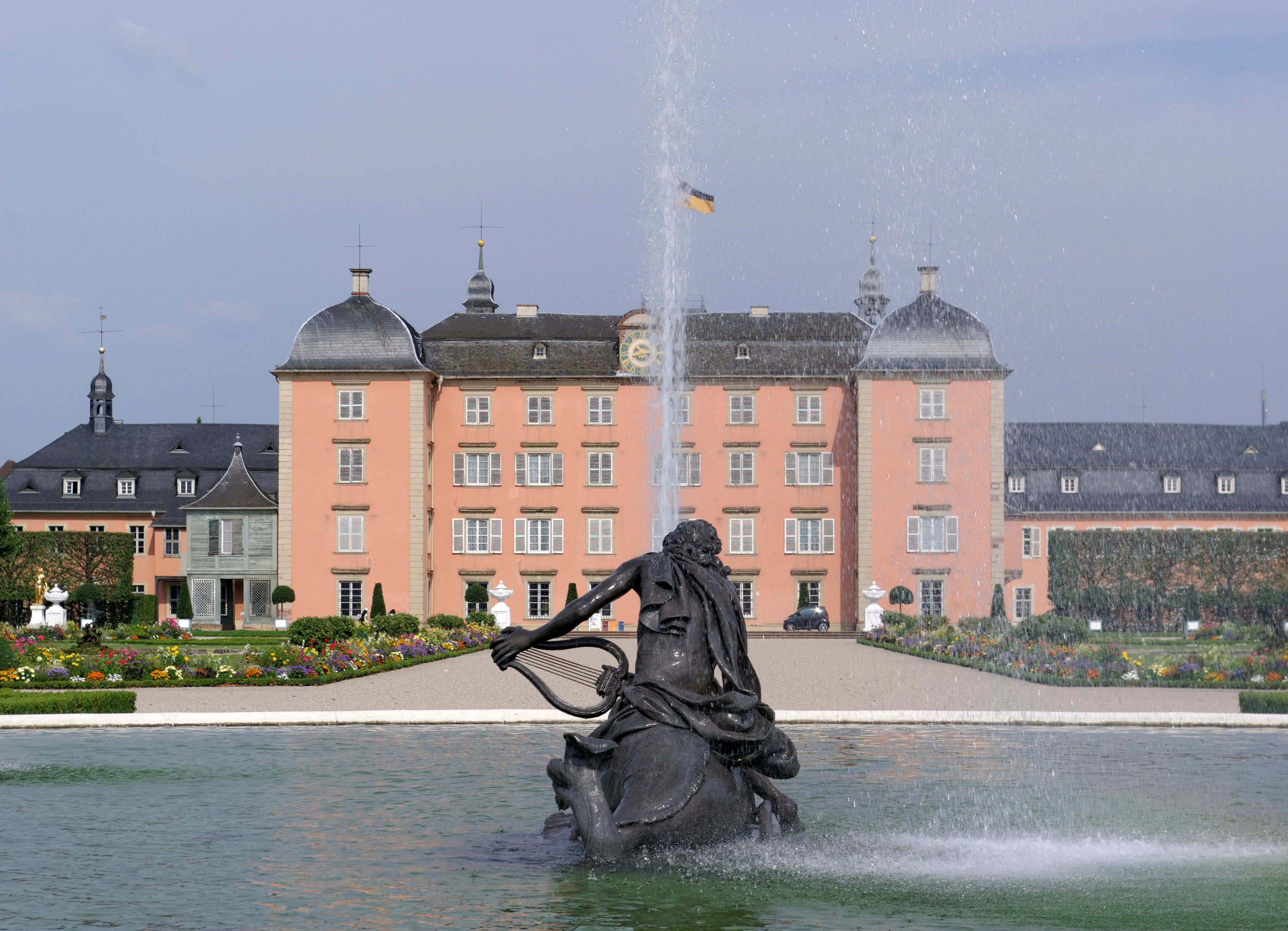
Palacio de Schwetzingen, reconstruido a partir de 1715 como residencia de verano de los príncipes electores del Palatinado Carlos Felipe y Carlos Teodoro.
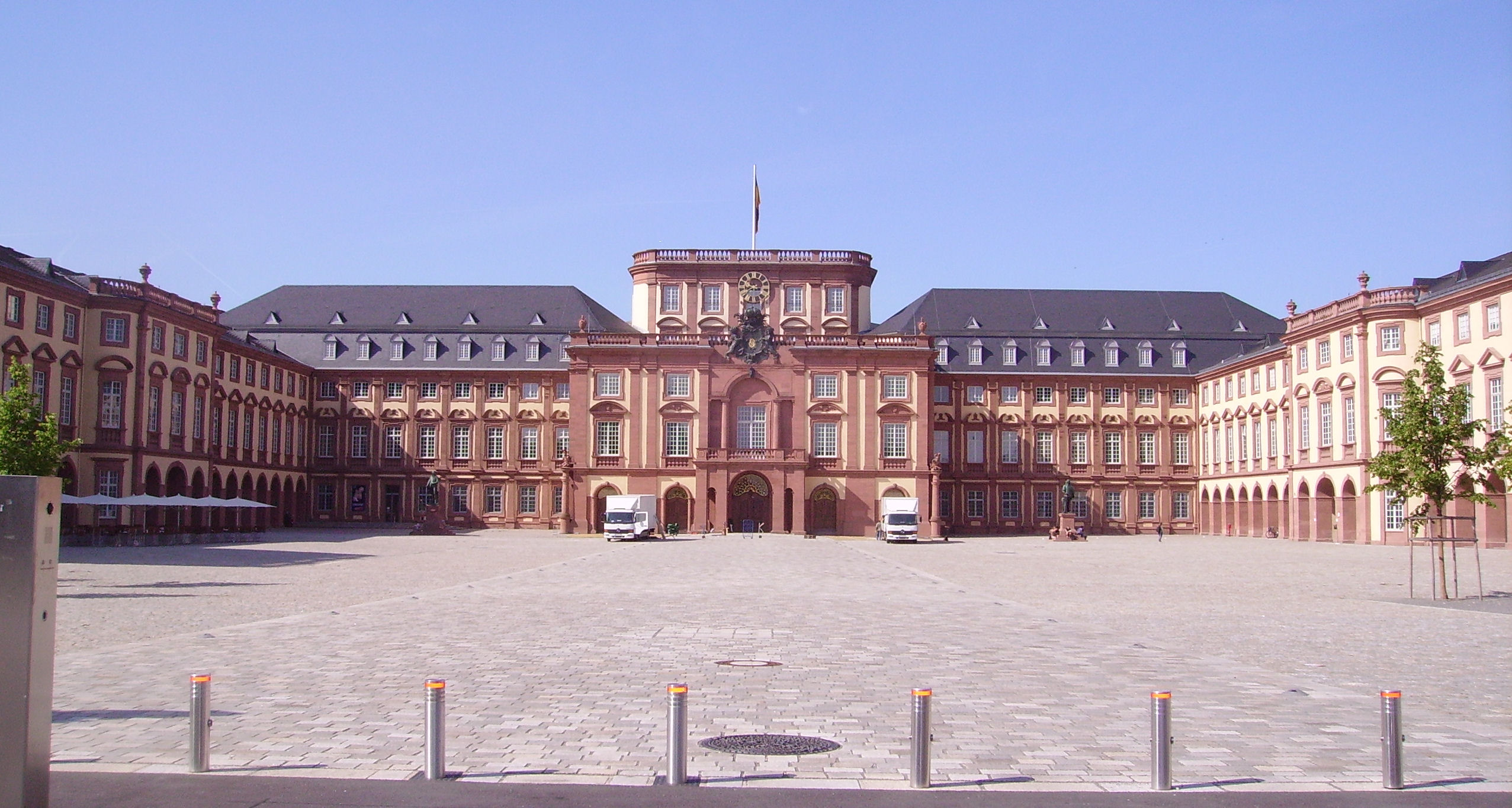
Palacio de Mannheim, construido  entre 1720 y 1760 por los príncipes electores Carlos III Felipe de Neoburgo y Carlos Teodoro del Palatinado, fue la residencia de los Príncipes electores del Palatinado desde 1720 hasta 1777.
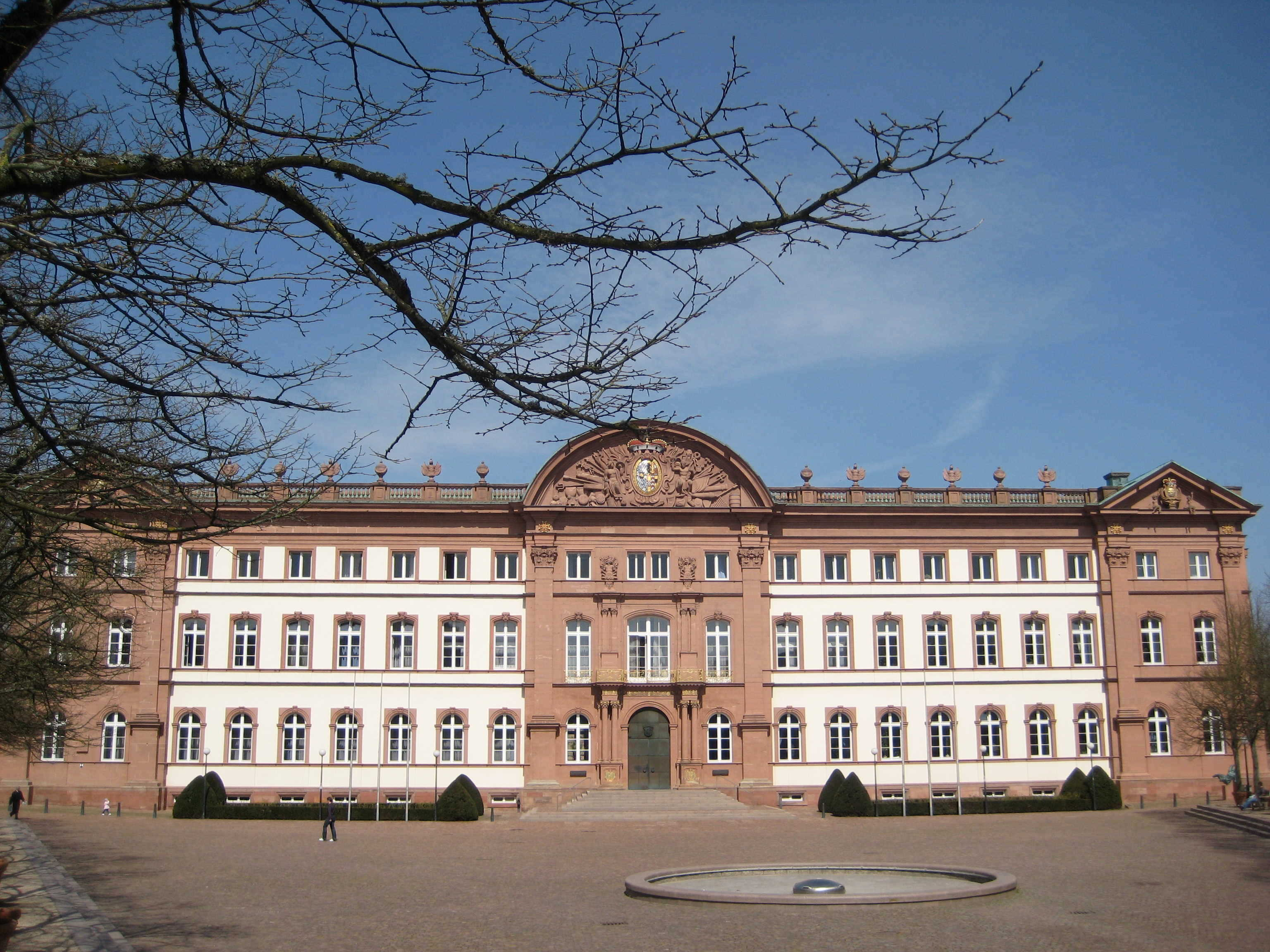
Castillo de Zweibrücken, construido en 1720-1725 como residencia de los gobernantes del Palatinado-Zweibrücken.
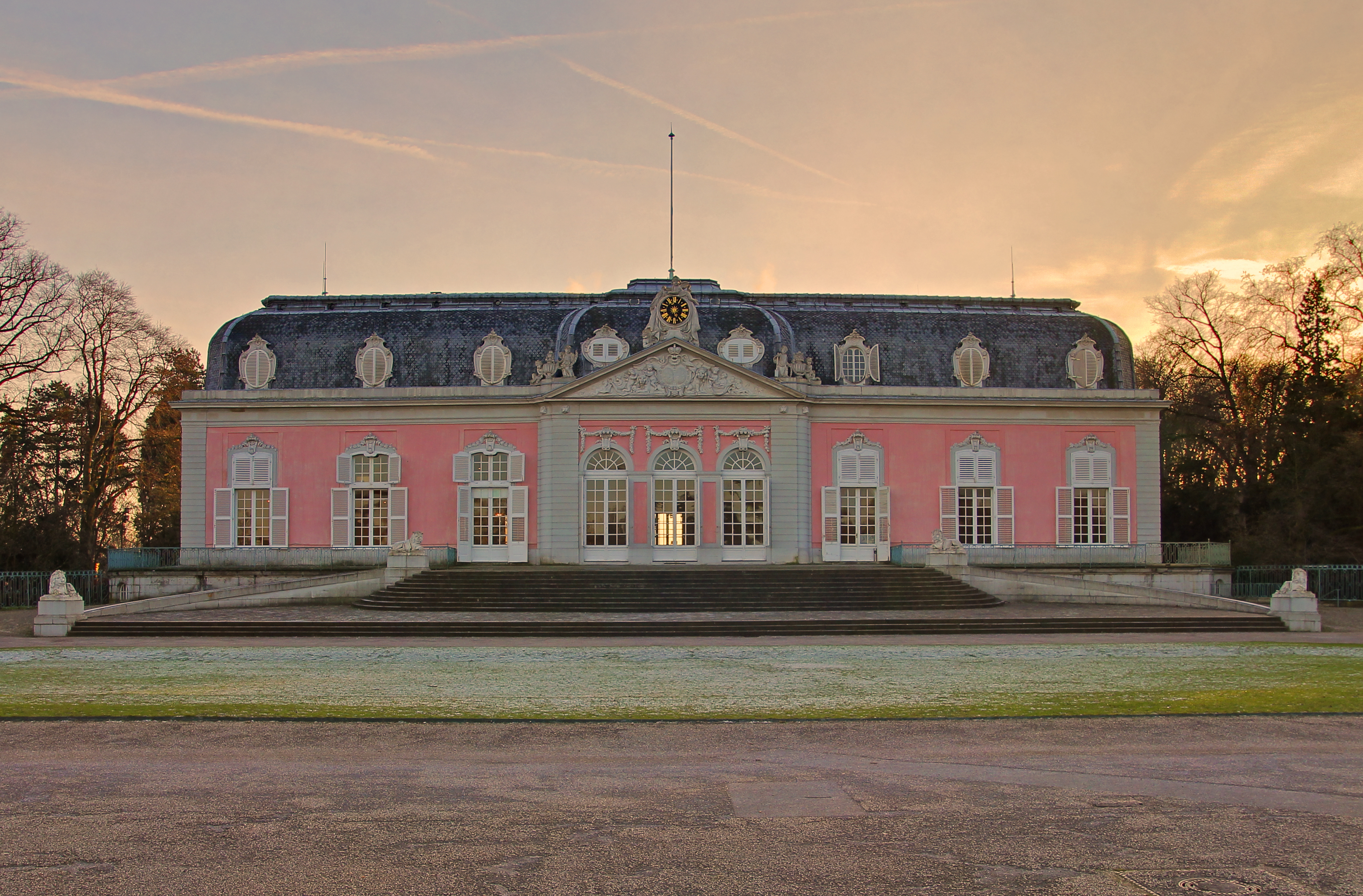
Palacio Benrath en Düsseldorf (1755-1770),  palacio de caza y recreo de estilo rococó para servir al príncipe elector Carlos Teodoro del Palatinado y Baviera y su esposa Isabel Augusta de Sulzbach

## Actividades durante el régimen nazi: 1933-1945
Los Wittelsbach se opusieron al régimen nacionalsocialista. La familia dejó Alemania y se fue a Hungría pero fueron detenidos finalmente. Miembros de la familia pasaron cierto tiempo en varios campos de concentración, como Sachsenhausen y Dachau.[cita requerida]

## Reinado fuera de Alemania
Con el duque Otón III, que fue elegido rey de Hungría con el nombre de Bela V (1305-1308), la dinastía Wittelsbach llegaría al poder por primera vez fuera del Sacro Imperio Romano Germánico.

### Rama palatina
Cristóbal III, de la rama principal palatina, fue rey de Dinamarca, Suecia y Noruega 1440/1442-1448. La Casa Palatina-Zweibrücken contribuyó a la mornarquía sueca otra vez en 1654-1720 bajo Carlos X Gustavo, Carlos XI, Carlos XII y Ulrica Leonor. La princesa Wittelsbach Sofía de Hanover (1630-1714) fue la madre de Jorge I de Gran Bretaña y murió como presunta heredera de Gran Bretaña unas pocas semanas antes que la reina Ana.
Finalmente el príncipe bávaro Otón fue rey de Grecia 1832-1862.
La línea pretendiente de Jacobitas al trono escocés está actualmente dentro de la Casa de Wittelsbach. Franz, príncipe heredero de Baviera es reconocido por los jacobitas como Francisco II, rey de Escocia, Inglaterra e Irlanda (pretendiente al trono).

#### Reino de Suecia

El Imperio sueco a raíz del Tratado de Roskilde de 1658.

La Reina Cristina de Suecia abdicó el 5 de junio de 1654 en favor de su primo Carlos X Gustavo, un miembro de la rama Palatinado-Zweibrücken de los Wittelsbach. Fue el segundo período de gobierno de los Wittelsbach en Suecia después de 1448, cuando Cristóbal III, de la rama palatina, fue rey de Dinamarca, Suecia y Noruega durante la Unión de Kalmar.
Suecia alcanzó su mayor extensión territorial bajo el gobierno de Carlos X después del tratado de Roskilde en 1658. El hijo de Carlos, Carlos XI, reconstruyó la economía y reorganizó el ejército, legándole a su hijo, Carlos XII, uno de los mejores arsenales del mundo, un gran ejército permanente y una gran flota. Fue un experto caudillo militar y táctico. Sin embargo, a pesar de que también fue calificado como político, se mostró reacio a hacer la paz. Aunque Suecia logró gran escala varios éxitos militares desde el principio y ganó la mayoría de las batallas, la Gran Guerra del Norte terminó con la derrota de Suecia y el fin del Imperio sueco. Carlos XII fue sucedido en el trono de Suecia por su hermana, Ulrica Leonor. Su abdicación en 1720 marcó el fin del gobierno de los Wittelsbach en Suecia.

#### Reino de Grecia

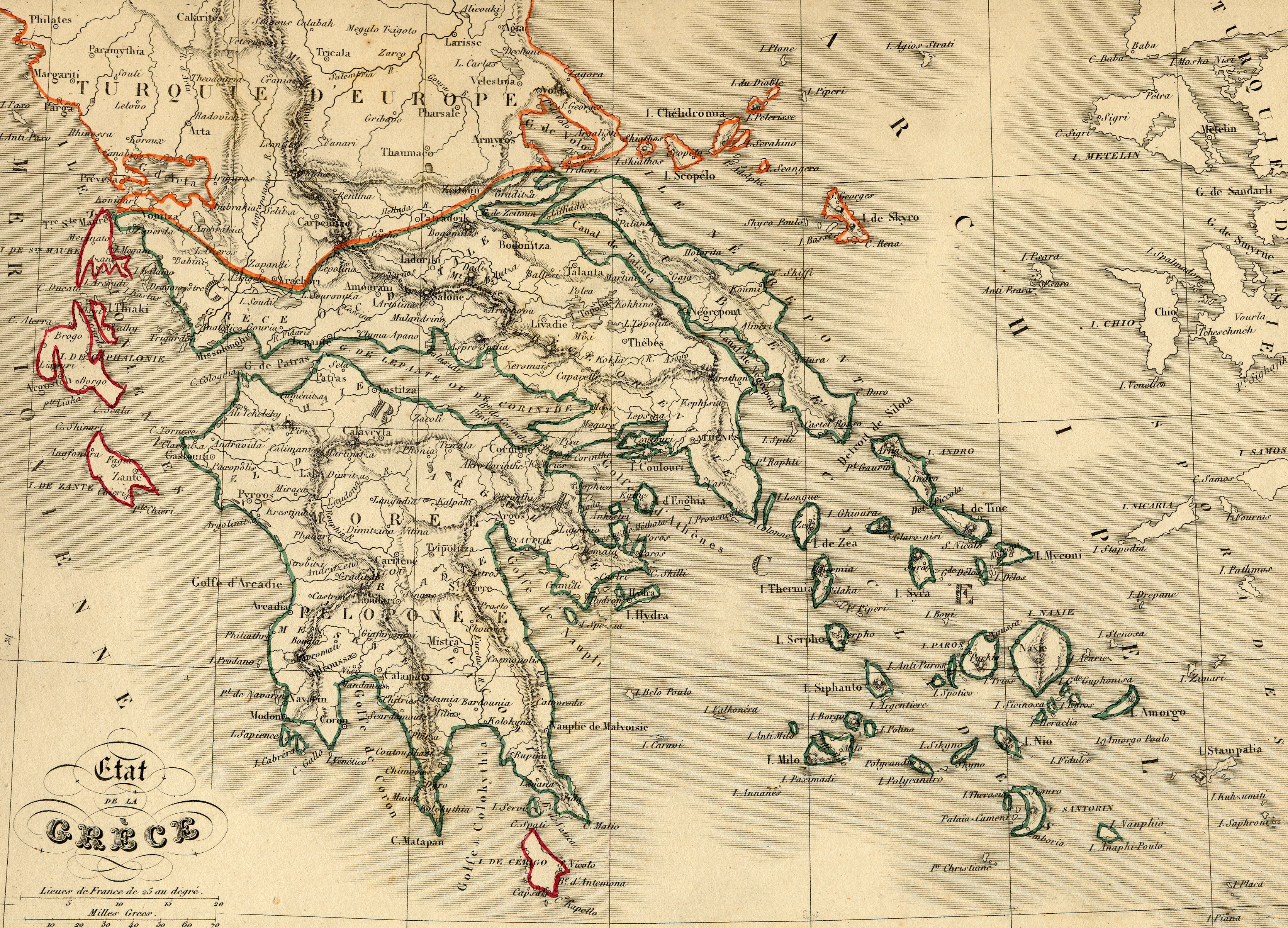
Grecia en 1843 tras la independencia.

El Wittelsbach Otón I fue nombrado primer Rey de Grecia en 1832 en virtud de la Conferencia de Londres, por la cual Grecia se convirtió en un nuevo reino independiente bajo la protección de las Grandes Potencias (el Reino Unido, Francia y el Imperio ruso). A lo largo de su reinado, Otón se enfrentó a desafíos políticos por la debilidad financiera de Grecia y el papel del gobierno en los asuntos de la Iglesia. La política de la Grecia de esta época se basaba en afiliaciones con las tres grandes potencias, y la capacidad de Otón para mantener el apoyo de las potencias era la clave de su permanencia en el poder. Para seguir siendo fuerte, Otón tuvo que conjugar los intereses de cada una de las Grandes Potencias en Grecia con los adherentes de unas en contra de las otras, para no agraviar a las grandes potencias. Cuando Grecia fue bloqueada por la Armada Real (Británica) en 1850 y nuevamente en 1853 para impedir que Grecia atacara al Imperio Otomano durante la Guerra de Crimea, colocó a Otón en una difícil situación entre los sufridos griegos. Como resultado, hubo un intento de asesinato a la Reina, y en 1862 Otón fue depuesto mientras se encontraba en el campo.
La ley de sucesión al trono de Grecia fue definida por un artículo complementario de la Conferencia del 7 de mayo de 1832, adjudicándole el Trono de Grecia a Otón I. Se instituyó un orden semisálico como una regla importante para evitar la unión de la corona en la misma cabeza con cualquier otra corona, especialmente con la de Baviera. Bajo los términos de la ley de sucesión, una pretensión de los Wittelsbach al trono habría pasado por la muerte de Otto en 1867 a su hermano menor Leopoldo, que fue regente de Baviera desde 1886 hasta 1912, y después de él a Luis, que se convirtió en el rey Luis III de Baviera en 1913. En este punto, tal reclamación se hace imposible, ya que la misma rama de los Wittelsbach se convirtió en heredera de ambos tronos, y posteriormente el monarca o el pretendiente debería haber hecho una renuncia a uno de los dos tronos, algo que ninguno hizo. Al final, ni Leopoldo ni su hijo Luis persiguieron activamente su pretensión al trono griego heredado de Otón I, y el trono de Baviera sí desapareció en 1918, dejando el futuro de la pretensión a que se decidiera por un nuevo acuerdo, algo que nunca ocurrió.

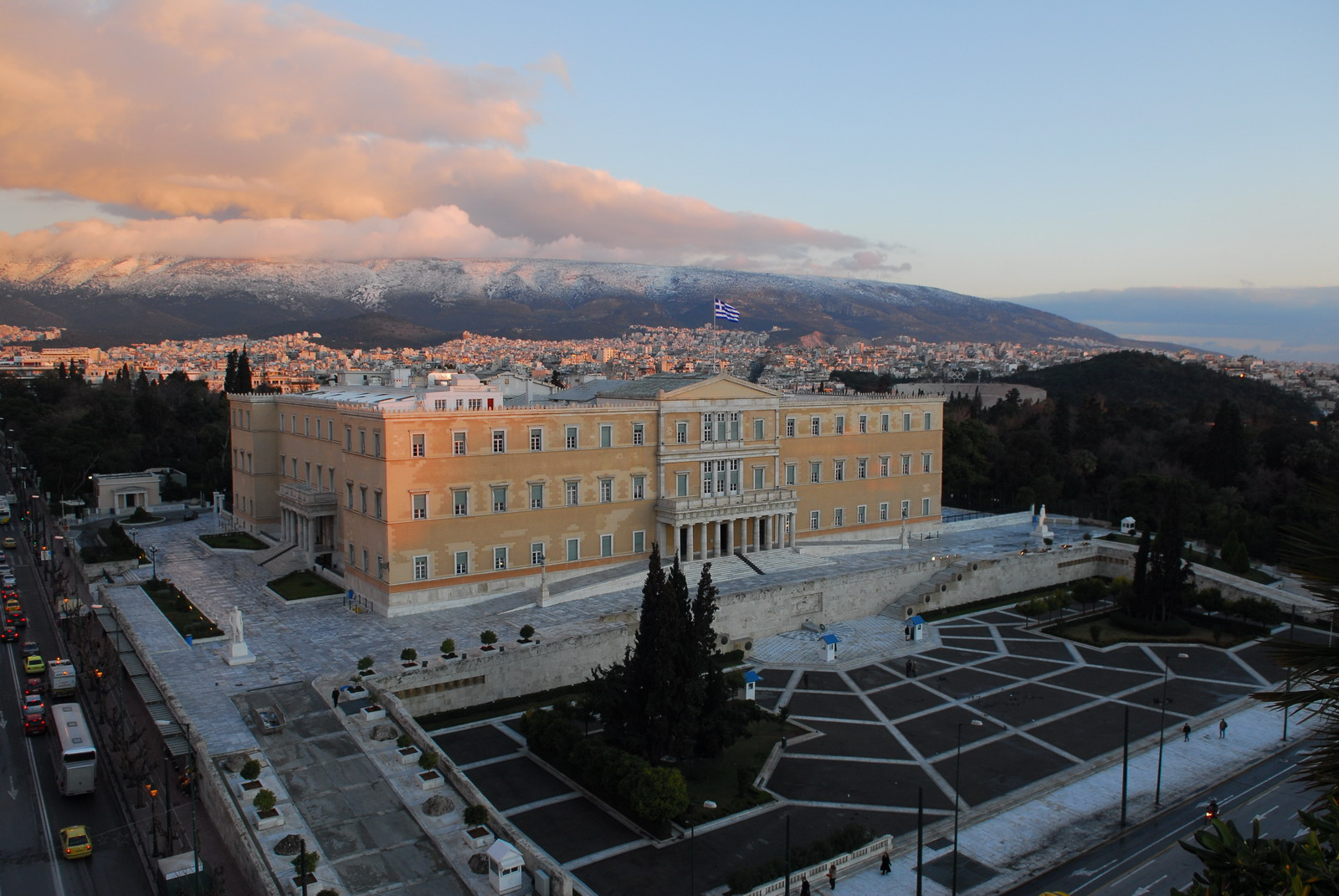
El Palacio Antiguo de Atenas, construido para el rey Otón I por Friedrich von Gärtner en 1841. En la actualidad es la sede del Parlamento griego.
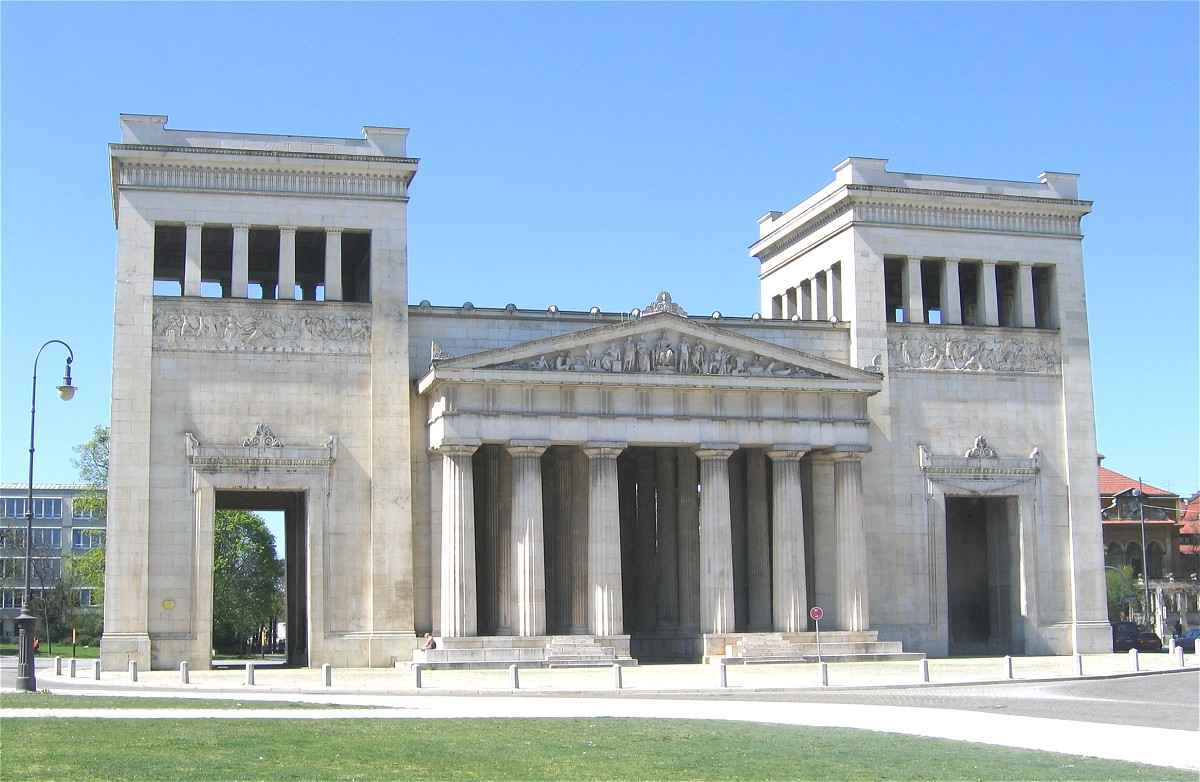
Propileos en Múnich, monumento a la línea segundogénita de los Wittelsbach en Grecia.

### Rama bávara
José Fernando de Baviera, Príncipe de Asturias, era el heredero favorito de Inglaterra y los Países Bajos para suceder a Carlos II de Austria como gobernante de España. El propio rey de España hizo testamento a favor del joven para que fuese su sucesor. Pero, debido a la inesperada muerte de José Fernando en 1699, los Wittelsbach no pudieron alcanzar la corona de España por vía directa: Felipe V de Borbón era Wittelsbach por parte de madre.

## Otros importantes miembros de la familia

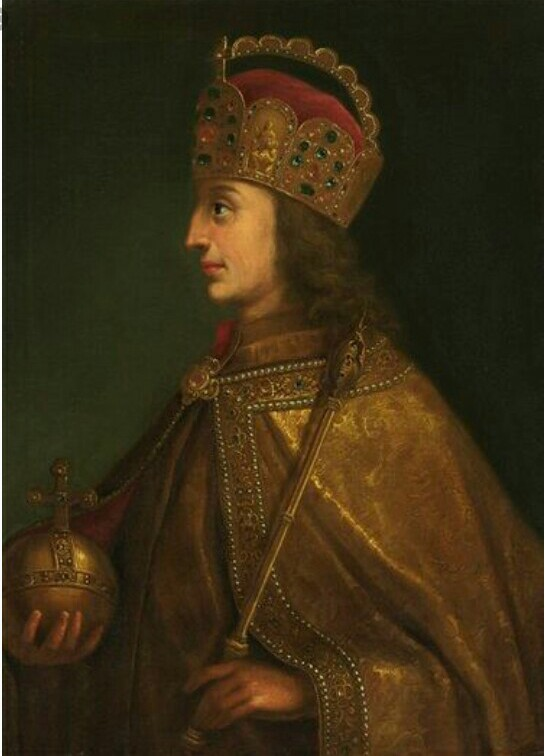
Luis IV, Sacro Emperador Romano Germánico (1314-1347).

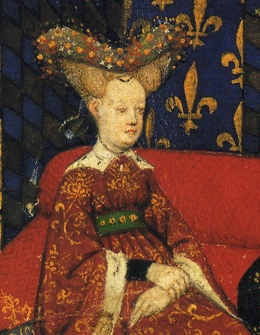
Isabel de Baviera, Reina de Francia (1370-1435).

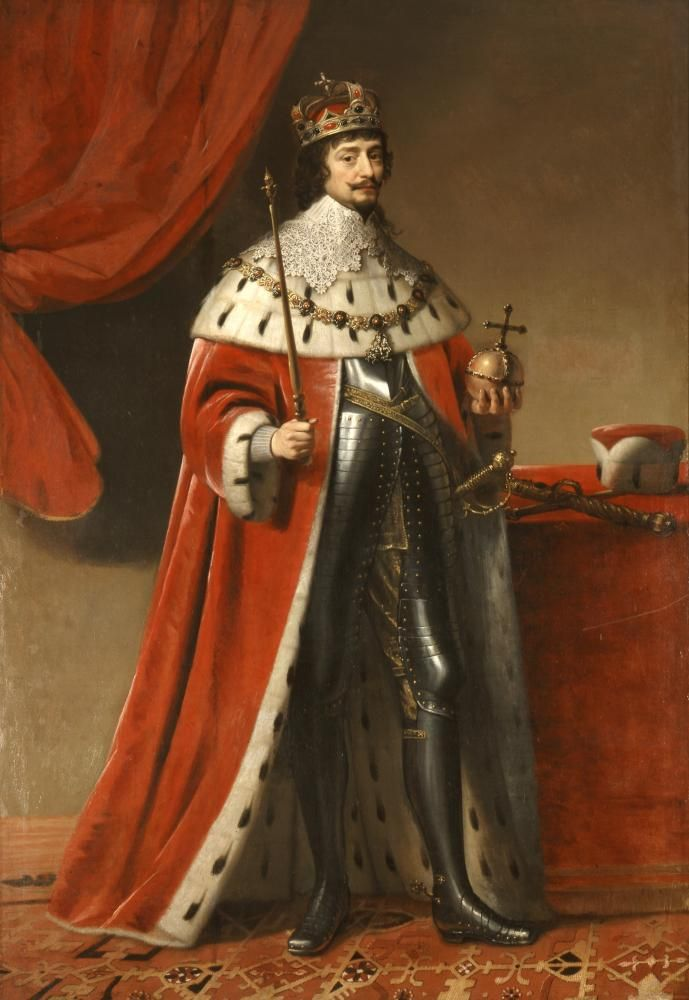
Federico V, Elector del Palatinado, Rey de Bohemia (1596-1632).

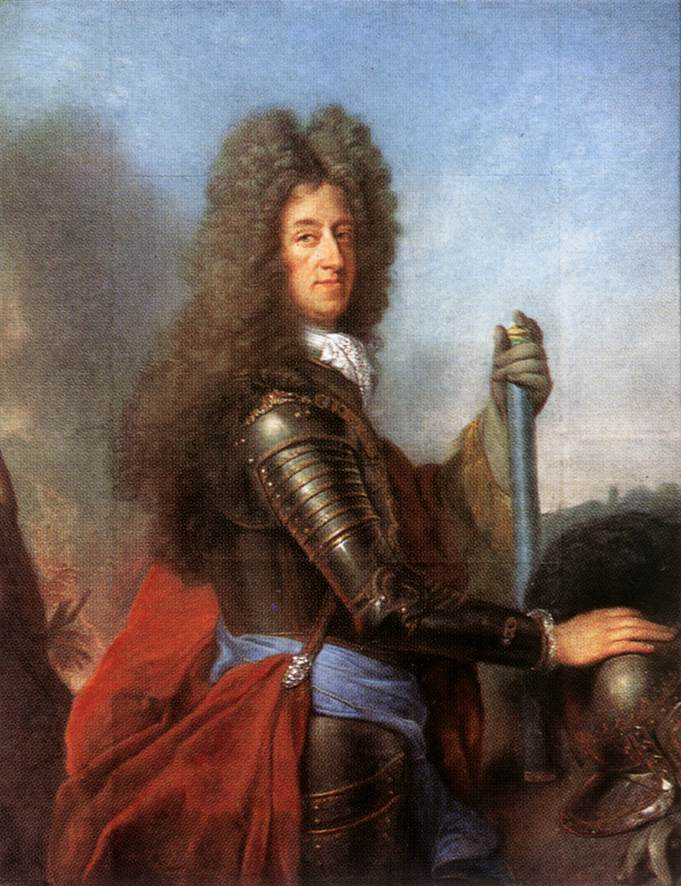
Maximiliano II Manuel, Elector de Baviera (1662-1726).

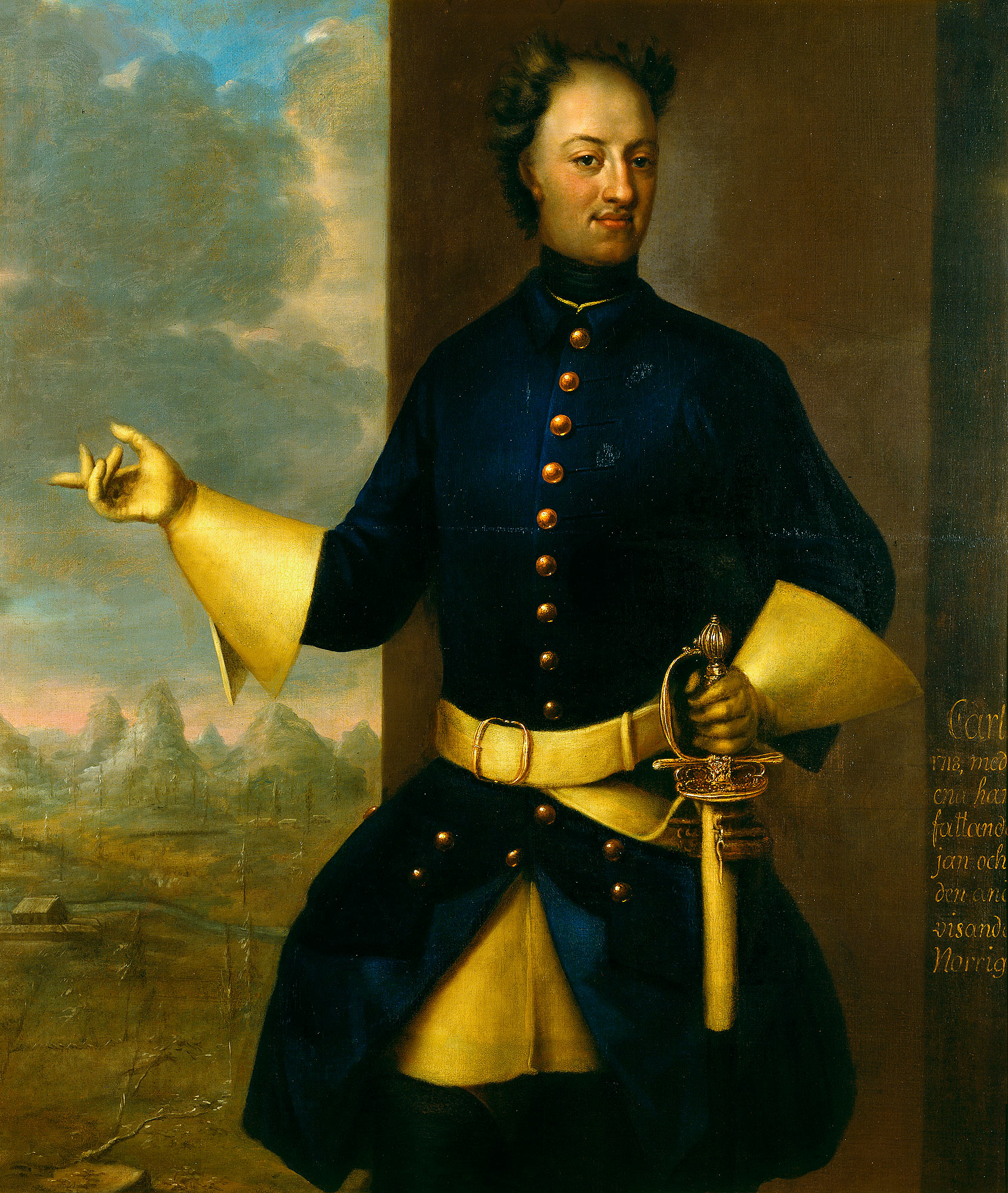
Carlos XII, Rey de Suecia (1682-1718).

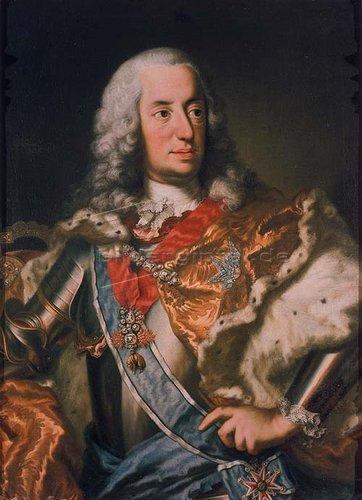
Carlos VII, Sacro Emperador Romano Germánico (1742-1745).

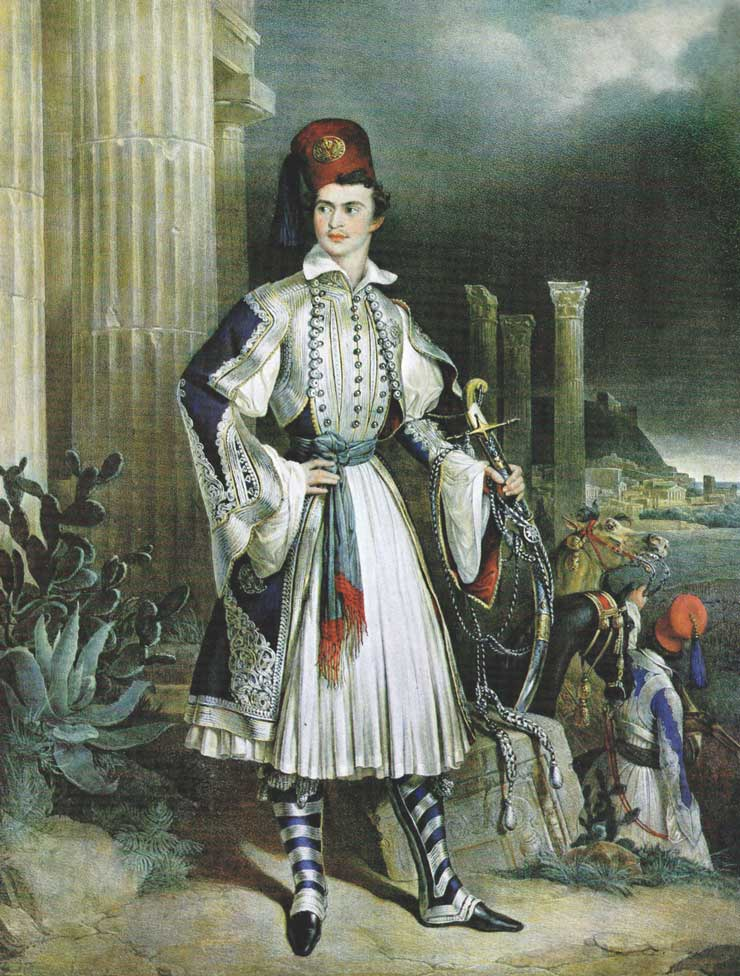
Otón I, Rey de Grecia (1815-1867)

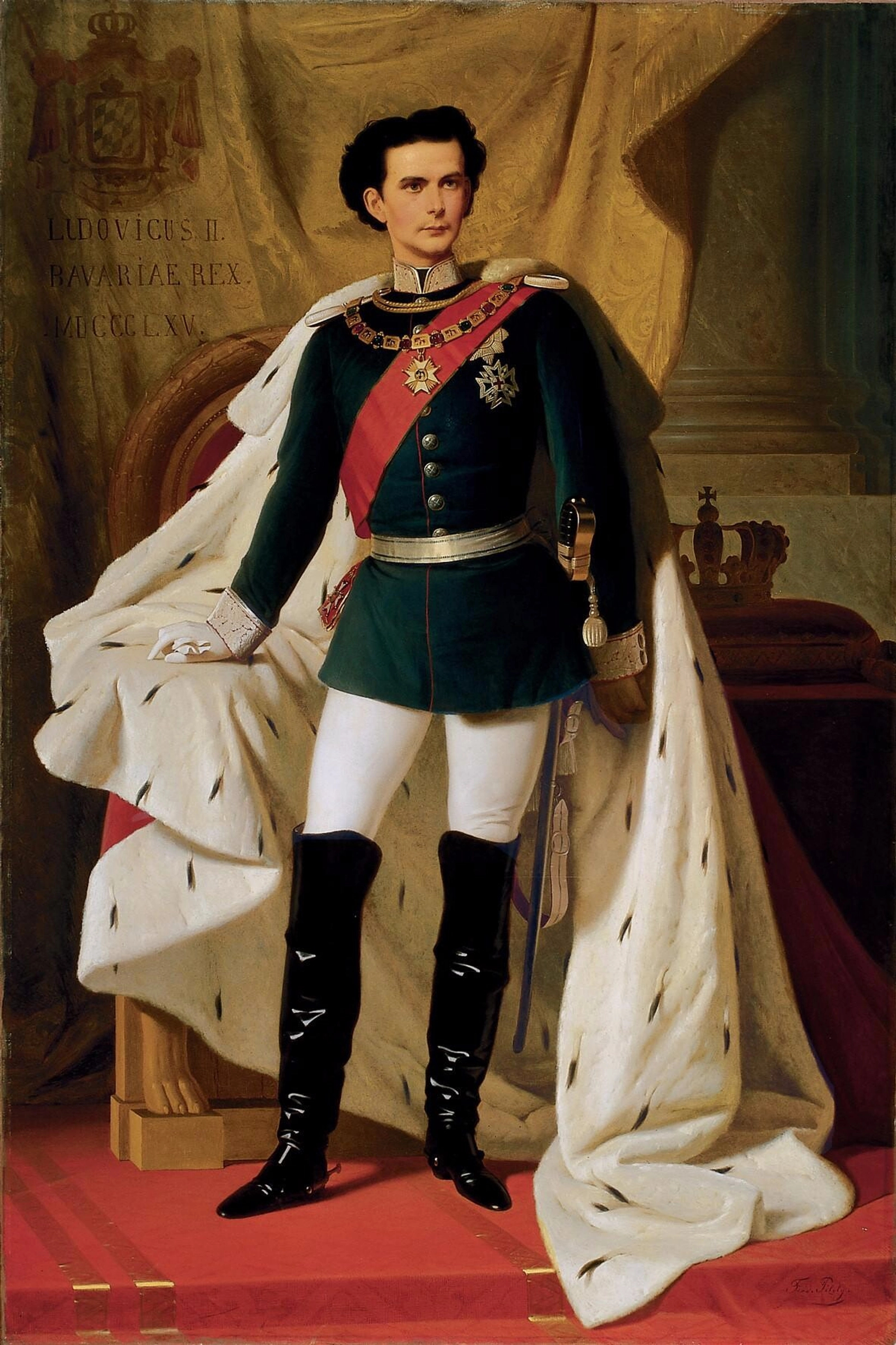
Luis II, Rey de Baviera (1845-1886).

### Descendencia patrilineal
El parentesco patrilineal o agnaticio del duque Francisco está formado por la línea que desciende de padre a hijo, per virilem sexum. Era el principio tradicional que seguían las casas reales que aplicaban las leyes hereditarias de los Francos Salios para la transmisión de los derechos dinásticos y suponía la exclusión de las mujeres de la línea sucesoria.
1. Otón I, conde de Scheyern, 1044-1072.
2. Eckhard I, conde de Scheyern, d. 1091.
3. Otón III, conde de Scheyern y Wittelsbach.
4. Otón IV, conde de Wittelsbach, 1083-1156.
5. Otón I de Wittelsbach, Duque de Baviera, 1117-1183.
6. Luis I, Duque de Baviera, 1173-1231.
7. Otón II de Wittelsbach, Duque de Baviera, 1206-1253.
8. Luis II, duque de Baviera, 1229-1294.
9. Rodolfo I, Duque de Baviera, 1274-1319.
10. Adolfo, conde Palatino del Rin, 1300-1327.
11. Ruperto II, Elector Palatino, 1325-1398.
12. Roberto, Rey de Romanos, 1352-1410.
13. Estefan, conde Palatino de Simmern-Zweibrücken, 1385-1459.
14. Luis I, conde Palatino de Zweibrücken, 1424-1489.
15. Alejandro, conde Palatino de Zweibrücken, 1462-1514.
16. Luis II, conde Palatino de Zweibrücken, 1502-1532.
17. Wolfgang, conde Palatino de Zweibrücken, 1526-1569.
18. Carlos I, conde Palatino de Birkenfeld, 1560-1600.
19. Christian I, conde Palatino de Birkenfeld, 1598-1654.
20. Christian II, conde Palatino de Zweibrücken, 1637-1717.
21. Christian III, conde Palatino de Zweibrücken, 1674-1735.
22. conde Palatino Federico Miguel de Zweibrücken, 1724-1767.
23. Maximiliano I José de Baviera, 1756-1825.
24. Luis I de Baviera, 1786-1868.
25. Leopoldo, Príncipe Regente de Baviera, 1821-1912.
26. Luis III de Baviera, 1845-1921.
27. Ruperto, Príncipe de la Corona de Baviera, 1869-1955.
28. Alberto, Duque de Baviera, 1905-1996.
29. Francisco, Duque de Baviera, n. 1933.

### Rama bávara
- Luis V, margrave de Brandeburgo, duque de Baviera y conde de Tirol (1323-1361).
- Alberto I, duque de Baviera, conde de Holanda y Henao (1347-1404).
- Isabel de Baviera (1371-1435), reina consorte de Francia.
- Ernesto, duque de Baviera (1397-1438), duque de Baviera-Múnich.
- Jacqueline, condesa de Henao y Holanda (1417-1432).
- Alberto III, duque de Baviera (1438-1460), duque de Baviera-Múnich.
- Margarita de Baviera (1442-1479), marquesa de Mantua por matrimonio.
- Alberto IV, duque de Baviera (1465-1508).
- Guillermo IV, duque de Baviera (15081550), co-regente  de Luis X entre 1516–1545.
- Luis X, duque de Baviera (1516-1545).
- Alberto V, duque de Baviera (1550-1579).
- Maximiliano I, Elector de Baviera (1597-1651).
- María Ana, delfina de Francia (1660-1690).
- Maximiliano II Manuel, elector de Baviera (1662-1726).
- Violante Beatriz de Baviera (1673-1731), princesa hereditaria de Toscana y Gobernantes de Siena.
- Clemente Augusto de Baviera (1700-1761).
- María Antonia Walpurgis de Baviera (1724-1780).

### Rama palatina
- Federico I, Elector Palatino "El Victorioso" (1451-1476).
- Federico III del Palatinado (1559-1576).
- Carlos I Luis del Palatinado (1648-1680).
- Príncipe Ruperto del Rin (1619-1682).
- Sofía de Wittelsbach (1630-1714), heredera de Gran Bretaña.
- Isabel Carlota, Princesa Palatina (1652-1722).
- Juan Guillermo del Palatinado (1690-1718), su esposa Ana María Luisa de Médici fue la última descendiente de la Casa de Médicis.
- Rey Luis I de Baviera (1825-1848).
- Princesa Sofía de Baviera (1805-1872), Archiduquesa de Austria.
- Isabel de Baviera (1837-1898), Emperatriz "Sissi" de Austria.
- Luis II de Baviera (1864-1886).
- María Sofía (1841-1925), última reina del Reino de las Dos Sicilias.
- Isabel de Bélgica (1876-1965), reina consorte de Alberto I de Bélgica.
- Sofía, Princesa Heredera de Liechtenstein, n. 1967.

### Reyes escandinavos
- Cristóbal de Dinamarca, Noruega y Suecia, reino entre 1440-1448.
- Carlos X Gustavo de Suecia, reino entre 1654-1660.
- Carlos XI de Suecia, reino entre 1660-1697.
- Carlos XII de Suecia, reino entre 1697-1718.
- Ulrica Leonor de Suecia, reino entre 1718-1720.

Varias otras mujeres en la familia son conocidas como Isabel de Wittelsbach o de Baviera.

## Véase también

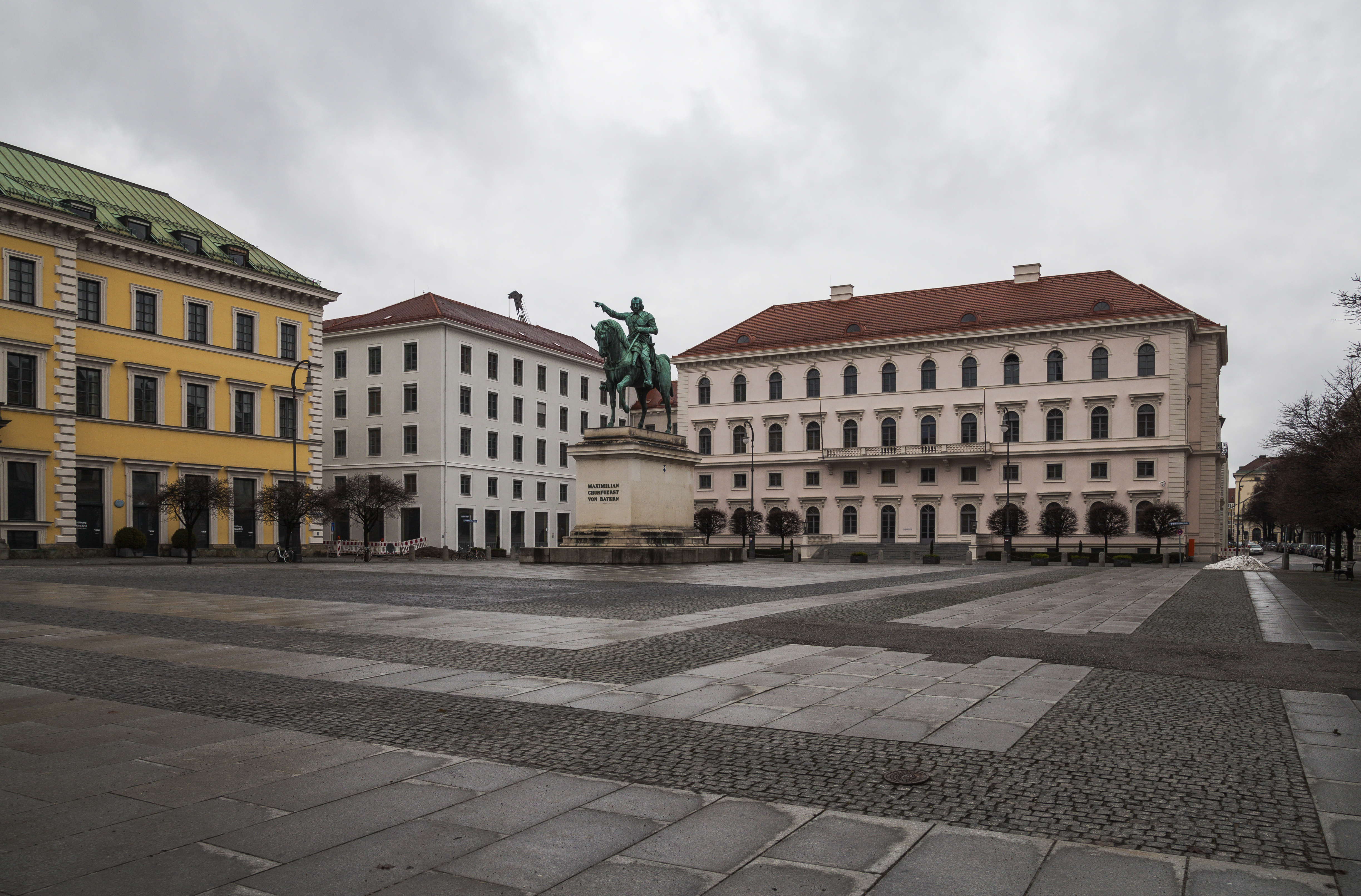
Wittelsbacherplatz (Plaza de los Wittelsbach) en Múnich (Alemania).